# Llista d'asteroides (416001-417000)
Llista d'asteroides del 416.001 al 417.000, amb data de descoberta i descobridor. És un fragment de la llista d'asteroides completa. Als asteroides se'ls dona un número quan es confirma la seva òrbita, per tant apareixen llistats aproximadament segons la data de descobriment.

## 416001-416100
| Nom    | Designació provisional | Data de descobriment   | Lloc de descobriment | Descobridor/s               |
| ------ | ---------------------- | ---------------------- | -------------------- | --------------------------- |
| 416001 | 2002 AO188             | 10 de gener de 2002    | Palomar              | NEAT                        |
| 416002 | 2002 BN                | 19 de gener de 2002    | Socorro              | LINEAR                      |
| 416003 | 2002 BA19              | 21 de gener de 2002    | Socorro              | LINEAR                      |
| 416004 | 2002 CJ12              | 9 de gener de 2002     | Socorro              | LINEAR                      |
| 416005 | 2002 CJ14              | 7 de febrer de 2002    | Socorro              | LINEAR                      |
| 416006 | 2002 CT24              | 6 de febrer de 2002    | Haleakala            | NEAT                        |
| 416007 | 2002 CJ29              | 6 de febrer de 2002    | Socorro              | LINEAR                      |
| 416008 | 2002 CY29              | 6 de febrer de 2002    | Socorro              | LINEAR                      |
| 416009 | 2002 CY43              | 10 de febrer de 2002   | Socorro              | LINEAR                      |
| 416010 | 2002 CE44              | 22 de gener de 2002    | Socorro              | LINEAR                      |
| 416011 | 2002 CB67              | 14 de gener de 2002    | Socorro              | LINEAR                      |
| 416012 | 2002 CS67              | 7 de febrer de 2002    | Socorro              | LINEAR                      |
| 416013 | 2002 CU67              | 19 de gener de 2002    | Kitt Peak            | Spacewatch                  |
| 416014 | 2002 CE91              | 7 de febrer de 2002    | Socorro              | LINEAR                      |
| 416015 | 2002 CZ113             | 8 de febrer de 2002    | Socorro              | LINEAR                      |
| 416016 | 2002 CW135             | 8 de febrer de 2002    | Socorro              | LINEAR                      |
| 416017 | 2002 CA162             | 9 de gener de 2002     | Socorro              | LINEAR                      |
| 416018 | 2002 CO169             | 8 de febrer de 2002    | Socorro              | LINEAR                      |
| 416019 | 2002 CH177             | 10 de febrer de 2002   | Socorro              | LINEAR                      |
| 416020 | 2002 CX213             | 10 de febrer de 2002   | Socorro              | LINEAR                      |
| 416021 | 2002 CT217             | 10 de febrer de 2002   | Socorro              | LINEAR                      |
| 416022 | 2002 CB222             | 13 de gener de 2002    | Socorro              | LINEAR                      |
| 416023 | 2002 CO256             | 4 de febrer de 2002    | Anderson Mesa        | LONEOS                      |
| 416024 | 2002 CR272             | 8 de febrer de 2002    | Anderson Mesa        | LONEOS                      |
| 416025 | 2002 CK276             | 7 de febrer de 2002    | Palomar              | NEAT                        |
| 416026 | 2002 CA303             | 12 de febrer de 2002   | Socorro              | LINEAR                      |
| 416027 | 2002 DY                | 16 de febrer de 2002   | Bohyunsan            | Y.-B. Jeon, B.-C. Lee       |
| 416028 | 2002 DC2               | 19 de febrer de 2002   | Socorro              | LINEAR                      |
| 416029 | 2002 DU5               | 17 de febrer de 2002   | Kitt Peak            | Spacewatch                  |
| 416030 | 2002 EF6               | 12 de març de 2002     | Palomar              | NEAT                        |
| 416031 | 2002 EX10              | 15 de març de 2002     | Socorro              | LINEAR                      |
| 416032 | 2002 EX11              | 15 de març de 2002     | Socorro              | LINEAR                      |
| 416033 | 2002 EE17              | 14 de febrer de 2002   | Kitt Peak            | Spacewatch                  |
| 416034 | 2002 EA27              | 13 de febrer de 2002   | Kitt Peak            | Spacewatch                  |
| 416035 | 2002 EK64              | 13 de març de 2002     | Socorro              | LINEAR                      |
| 416036 | 2002 EO84              | 20 de febrer de 2002   | Kitt Peak            | Spacewatch                  |
| 416037 | 2002 ES92              | 14 de març de 2002     | Socorro              | LINEAR                      |
| 416038 | 2002 ED102             | 6 de març de 2002      | Socorro              | LINEAR                      |
| 416039 | 2002 EX103             | 9 de març de 2002      | Anderson Mesa        | LONEOS                      |
| 416040 | 2002 ER137             | 12 de març de 2002     | Palomar              | NEAT                        |
| 416041 | 2002 EZ162             | 13 de març de 2002     | Palomar              | NEAT                        |
| 416042 | 2002 ED164             | 11 de març de 2002     | Palomar              | NEAT                        |
| 416043 | 2002 FT3               | 20 de març de 2002     | Desert Eagle         | W. K. Y. Yeung              |
| 416044 | 2002 FK40              | 20 de març de 2002     | Palomar              | NEAT                        |
| 416045 | 2002 GW2               | 5 d'abril de 2002      | Palomar              | NEAT                        |
| 416046 | 2002 GW22              | 14 d'abril de 2002     | Haleakala            | NEAT                        |
| 416047 | 2002 GF27              | 4 d'abril de 2002      | Socorro              | LINEAR                      |
| 416048 | 2002 GR29              | 7 d'abril de 2002      | Cerro Tololo         | M. W. Buie                  |
| 416049 | 2002 GS29              | 20 de setembre de 1995 | Kitt Peak            | Spacewatch                  |
| 416050 | 2002 GJ39              | 4 d'abril de 2002      | Palomar              | NEAT                        |
| 416051 | 2002 GX56              | 8 d'abril de 2002      | Palomar              | NEAT                        |
| 416052 | 2002 GP74              | 9 d'abril de 2002      | Palomar              | NEAT                        |
| 416053 | 2002 GV97              | 9 d'abril de 2002      | Kvistaberg           | Uppsala-DLR Asteroid Survey |
| 416054 | 2002 GB104             | 10 d'abril de 2002     | Palomar              | NEAT                        |
| 416055 | 2002 GU106             | 11 d'abril de 2002     | Anderson Mesa        | LONEOS                      |
| 416056 | 2002 GU116             | 11 d'abril de 2002     | Socorro              | LINEAR                      |
| 416057 | 2002 GG158             | 13 d'abril de 2002     | Palomar              | NEAT                        |
| 416058 | 2002 GK180             | 5 d'abril de 2002      | Palomar              | NEAT                        |
| 416059 | 2002 GX185             | 9 d'abril de 2002      | Palomar              | NEAT                        |
| 416060 | 2002 HW12              | 21 d'abril de 2002     | Socorro              | LINEAR                      |
| 416061 | 2002 HW17              | 20 d'abril de 2002     | Palomar              | NEAT                        |
| 416062 | 2002 HQ18              | 22 d'abril de 2002     | Palomar              | NEAT                        |
| 416063 | 2002 JH14              | 6 de maig de 2002      | Socorro              | LINEAR                      |
| 416064 | 2002 JY107             | 13 de maig de 2002     | Palomar              | NEAT                        |
| 416065 | 2002 JM136             | 9 de maig de 2002      | Palomar              | NEAT                        |
| 416066 | 2002 JM150             | 8 de maig de 2002      | Haleakala            | NEAT                        |
| 416067 | 2002 KM16              | 24 de maig de 2002     | Palomar              | NEAT                        |
| 416068 | 2002 LH58              | 15 de juny de 2002     | Kitt Peak            | Spacewatch                  |
| 416069 | 2002 MZ4               | 16 de juny de 2002     | Palomar              | NEAT                        |
| 416070 | 2002 ME6               | 16 de juny de 2002     | Palomar              | NEAT                        |
| 416071 | 2002 NV                | 4 de juliol de 2002    | Palomar              | NEAT                        |
| 416072 | 2002 NT30              | 7 de juliol de 2002    | Kitt Peak            | Spacewatch                  |
| 416073 | 2002 NX30              | 8 de juliol de 2002    | Palomar              | NEAT                        |
| 416074 | 2002 NL39              | 14 de juliol de 2002   | Socorro              | LINEAR                      |
| 416075 | 2002 NY62              | 14 de juliol de 2002   | Palomar              | NEAT                        |
| 416076 | 2002 NC63              | 9 de juliol de 2002    | Palomar              | NEAT                        |
| 416077 | 2002 NF63              | 9 de juliol de 2002    | Palomar              | NEAT                        |
| 416078 | 2002 NA70              | 10 de juliol de 2002   | Palomar              | NEAT                        |
| 416079 | 2002 NJ76              | 12 de juliol de 2002   | Palomar              | NEAT                        |
| 416080 | 2002 NQ76              | 12 de juliol de 2002   | Palomar              | NEAT                        |
| 416081 | 2002 NE77              | 14 de juliol de 2002   | Palomar              | NEAT                        |
| 416082 | 2002 NR77              | 9 de juliol de 2002    | Palomar              | NEAT                        |
| 416083 | 2002 NY77              | 5 de juliol de 2002    | Palomar              | NEAT                        |
| 416084 | 2002 ND78              | 5 de juliol de 2002    | Palomar              | NEAT                        |
| 416085 | 2002 NU79              | 6 de juliol de 2002    | Palomar              | NEAT                        |
| 416086 | 2002 ND81              | 8 de juliol de 2002    | Palomar              | NEAT                        |
| 416087 | 2002 OQ18              | 18 de juliol de 2002   | Socorro              | LINEAR                      |
| 416088 | 2002 OL24              | 23 de juliol de 2002   | Palomar              | NEAT                        |
| 416089 | 2002 OO28              | 16 de juliol de 2002   | Palomar              | NEAT                        |
| 416090 | 2002 OH29              | 17 de juliol de 2002   | Palomar              | NEAT                        |
| 416091 | 2002 OM33              | 17 de juliol de 2002   | Palomar              | NEAT                        |
| 416092 | 2002 OH34              | 22 de juliol de 2002   | Palomar              | NEAT                        |
| 416093 | 2002 OO34              | 21 de juliol de 2002   | Palomar              | NEAT                        |
| 416094 | 2002 PM3               | 3 d'agost de 2002      | Palomar              | NEAT                        |
| 416095 | 2002 PZ8               | 5 d'agost de 2002      | Palomar              | NEAT                        |
| 416096 | 2002 PS9               | 5 d'agost de 2002      | Palomar              | NEAT                        |
| 416097 | 2002 PM12              | 5 d'agost de 2002      | Palomar              | NEAT                        |
| 416098 | 2002 PZ12              | 5 d'agost de 2002      | Palomar              | NEAT                        |
| 416099 | 2002 PQ23              | 6 d'agost de 2002      | Palomar              | NEAT                        |
| 416100 | 2002 PN30              | 6 d'agost de 2002      | Palomar              | NEAT                        |

## 416101-416200
| Nom    | Designació provisional | Data de descobriment   | Lloc de descobriment | Descobridor/s            |
| ------ | ---------------------- | ---------------------- | -------------------- | ------------------------ |
| 416101 | 2002 PO40              | 8 d'agost de 2002      | Palomar              | NEAT                     |
| 416102 | 2002 PR40              | 5 d'agost de 2002      | Palomar              | NEAT                     |
| 416103 | 2002 PY66              | 6 d'agost de 2002      | Palomar              | NEAT                     |
| 416104 | 2002 PV111             | 14 d'agost de 2002     | Socorro              | LINEAR                   |
| 416105 | 2002 PA112             | 14 d'agost de 2002     | Pla D'Arguines       | R. Ferrando              |
| 416106 | 2002 PJ114             | 13 d'agost de 2002     | Kitt Peak            | Spacewatch               |
| 416107 | 2002 PA162             | 8 d'agost de 2002      | Palomar              | S. F. Hönig              |
| 416108 | 2002 PY162             | 8 d'agost de 2002      | Palomar              | S. F. Hönig              |
| 416109 | 2002 PG168             | 8 d'agost de 2002      | Palomar              | NEAT                     |
| 416110 | 2002 PJ173             | 8 d'agost de 2002      | Palomar              | NEAT                     |
| 416111 | 2002 PW175             | 7 d'agost de 2002      | Palomar              | NEAT                     |
| 416112 | 2002 PR177             | 11 d'agost de 2002     | Palomar              | NEAT                     |
| 416113 | 2002 PJ191             | 14 d'agost de 2002     | Palomar              | NEAT                     |
| 416114 | 2002 PZ191             | 15 d'agost de 2002     | Palomar              | NEAT                     |
| 416115 | 2002 PF195             | 8 d'agost de 2002      | Palomar              | NEAT                     |
| 416116 | 2002 PG199             | 8 d'agost de 2002      | Palomar              | NEAT                     |
| 416117 | 2002 QZ3               | 16 d'agost de 2002     | Haleakala            | NEAT                     |
| 416118 | 2002 QQ31              | 29 d'agost de 2002     | Palomar              | NEAT                     |
| 416119 | 2002 QS35              | 29 d'agost de 2002     | Palomar              | NEAT                     |
| 416120 | 2002 QO37              | 30 d'agost de 2002     | Kitt Peak            | Spacewatch               |
| 416121 | 2002 QS54              | 17 d'agost de 2002     | Palomar              | A. Lowe                  |
| 416122 | 2002 QM59              | 19 d'agost de 2002     | Palomar              | NEAT                     |
| 416123 | 2002 QM69              | 18 d'agost de 2002     | Palomar              | NEAT                     |
| 416124 | 2002 QZ71              | 27 d'agost de 2002     | Palomar              | NEAT                     |
| 416125 | 2002 QC75              | 19 d'agost de 2002     | Palomar              | NEAT                     |
| 416126 | 2002 QF89              | 27 d'agost de 2002     | Palomar              | NEAT                     |
| 416127 | 2002 QC95              | 28 d'agost de 2002     | Palomar              | NEAT                     |
| 416128 | 2002 QE95              | 18 d'agost de 2002     | Palomar              | NEAT                     |
| 416129 | 2002 QA99              | 16 d'agost de 2002     | Palomar              | NEAT                     |
| 416130 | 2002 QF101             | 30 d'agost de 2002     | Palomar              | NEAT                     |
| 416131 | 2002 QT103             | 16 d'agost de 2002     | Palomar              | NEAT                     |
| 416132 | 2002 QS105             | 29 d'agost de 2002     | Palomar              | NEAT                     |
| 416133 | 2002 QD106             | 19 d'agost de 2002     | Palomar              | NEAT                     |
| 416134 | 2002 QK108             | 17 d'agost de 2002     | Palomar              | NEAT                     |
| 416135 | 2002 QW114             | 28 d'agost de 2002     | Palomar              | NEAT                     |
| 416136 | 2002 QN115             | 18 d'agost de 2002     | Palomar              | NEAT                     |
| 416137 | 2002 QF117             | 16 d'agost de 2002     | Palomar              | NEAT                     |
| 416138 | 2002 QK122             | 26 d'agost de 2002     | Palomar              | NEAT                     |
| 416139 | 2002 QX122             | 28 d'agost de 2002     | Palomar              | NEAT                     |
| 416140 | 2002 QK123             | 18 d'agost de 2002     | Palomar              | NEAT                     |
| 416141 | 2002 QG126             | 16 d'agost de 2002     | Palomar              | NEAT                     |
| 416142 | 2002 QR126             | 30 d'agost de 2002     | Palomar              | NEAT                     |
| 416143 | 2002 QY130             | 30 d'agost de 2002     | Palomar              | NEAT                     |
| 416144 | 2002 QO135             | 30 d'agost de 2002     | Palomar              | NEAT                     |
| 416145 | 2002 QH142             | 27 d'agost de 2002     | Palomar              | NEAT                     |
| 416146 | 2002 QP146             | 29 d'agost de 2002     | Palomar              | NEAT                     |
| 416147 | 2002 QW147             | 30 d'agost de 2002     | Palomar              | NEAT                     |
| 416148 | 2002 QU150             | 28 d'agost de 2002     | Palomar              | NEAT                     |
| 416149 | 2002 QV154             | 30 d'agost de 2002     | Palomar              | NEAT                     |
| 416150 | 2002 RR23              | 4 de setembre de 2002  | Anderson Mesa        | LONEOS                   |
| 416151 | 2002 RQ25              | 3 de setembre de 2002  | Campo Imperatore     | CINEOS                   |
| 416152 | 2002 RX68              | 4 de setembre de 2002  | Anderson Mesa        | LONEOS                   |
| 416153 | 2002 RB79              | 5 de setembre de 2002  | Socorro              | LINEAR                   |
| 416154 | 2002 RY109             | 6 de setembre de 2002  | Socorro              | LINEAR                   |
| 416155 | 2002 RZ118             | 1 de setembre de 2002  | Palomar              | NEAT                     |
| 416156 | 2002 RU131             | 11 de setembre de 2002 | Palomar              | NEAT                     |
| 416157 | 2002 RK143             | 11 de setembre de 2002 | Palomar              | NEAT                     |
| 416158 | 2002 RU175             | 13 de setembre de 2002 | Palomar              | NEAT                     |
| 416159 | 2002 RM176             | 13 de setembre de 2002 | Palomar              | NEAT                     |
| 416160 | 2002 RE195             | 12 de setembre de 2002 | Palomar              | NEAT                     |
| 416161 | 2002 RZ217             | 14 de setembre de 2002 | Palomar              | NEAT                     |
| 416162 | 2002 RL226             | 14 de setembre de 2002 | Palomar              | NEAT                     |
| 416163 | 2002 RE228             | 14 de setembre de 2002 | Haleakala            | NEAT                     |
| 416164 | 2002 RQ233             | 14 de setembre de 2002 | Palomar              | R. Matson                |
| 416165 | 2002 RF235             | 14 de setembre de 2002 | Palomar              | R. Matson                |
| 416166 | 2002 RO250             | 8 de setembre de 2002  | Haleakala            | NEAT                     |
| 416167 | 2002 RS252             | 11 de setembre de 2002 | Palomar              | NEAT                     |
| 416168 | 2002 RS262             | 13 de setembre de 2002 | Palomar              | NEAT                     |
| 416169 | 2002 RB263             | 13 de setembre de 2002 | Palomar              | NEAT                     |
| 416170 | 2002 RQ264             | 13 de setembre de 2002 | Palomar              | NEAT                     |
| 416171 | 2002 RP267             | 3 de setembre de 2002  | Palomar              | NEAT                     |
| 416172 | 2002 RC276             | 14 de setembre de 2002 | Palomar              | NEAT                     |
| 416173 | 2002 RG286             | 4 de setembre de 2002  | Palomar              | NEAT                     |
| 416174 | 2002 SY5               | 27 de setembre de 2002 | Palomar              | NEAT                     |
| 416175 | 2002 SS13              | 27 de setembre de 2002 | Palomar              | NEAT                     |
| 416176 | 2002 SV13              | 27 de setembre de 2002 | Palomar              | NEAT                     |
| 416177 | 2002 SZ13              | 27 de setembre de 2002 | Palomar              | NEAT                     |
| 416178 | 2002 SM14              | 27 de setembre de 2002 | Palomar              | NEAT                     |
| 416179 | 2002 SC15              | 14 de setembre de 2002 | Anderson Mesa        | LONEOS                   |
| 416180 | 2002 SB54              | 30 de setembre de 2002 | Palomar              | NEAT                     |
| 416181 | 2002 SA66              | 16 de setembre de 2002 | Palomar              | NEAT                     |
| 416182 | 2002 SD67              | 17 de setembre de 2002 | Palomar              | NEAT                     |
| 416183 | 2002 SB70              | 26 de setembre de 2002 | Palomar              | NEAT                     |
| 416184 | 2002 SR72              | 16 de setembre de 2002 | Palomar              | NEAT                     |
| 416185 | 2002 TW14              | 14 d'agost de 2002     | Socorro              | LINEAR                   |
| 416186 | 2002 TD60              | 5 d'octubre de 2002    | Socorro              | LINEAR                   |
| 416187 | 2002 TP65              | 5 d'octubre de 2002    | Socorro              | LINEAR                   |
| 416188 | 2002 TR85              | 2 d'octubre de 2002    | Campo Imperatore     | CINEOS                   |
| 416189 | 2002 TT99              | 4 d'octubre de 2002    | Socorro              | LINEAR                   |
| 416190 | 2002 TF105             | 4 d'octubre de 2002    | Socorro              | LINEAR                   |
| 416191 | 2002 TK122             | 4 d'octubre de 2002    | Palomar              | NEAT                     |
| 416192 | 2002 TX131             | 4 d'octubre de 2002    | Socorro              | LINEAR                   |
| 416193 | 2002 TE135             | 4 d'octubre de 2002    | Palomar              | NEAT                     |
| 416194 | 2002 TX156             | 5 d'octubre de 2002    | Palomar              | NEAT                     |
| 416195 | 2002 TR190             | 12 d'octubre de 2002   | Socorro              | LINEAR                   |
| 416196 | 2002 TV199             | 6 d'octubre de 2002    | Anderson Mesa        | LONEOS                   |
| 416197 | 2002 TY269             | 4 d'octubre de 2002    | Socorro              | LINEAR                   |
| 416198 | 2002 TR293             | 11 d'octubre de 2002   | Socorro              | LINEAR                   |
| 416199 | 2002 TH308             | 4 d'octubre de 2002    | Apache Point         | Sloan Digital Sky Survey |
| 416200 | 2002 TZ308             | 4 d'octubre de 2002    | Apache Point         | Sloan Digital Sky Survey |

## 416201-416300
| Nom                  | Designació provisional | Data de descobriment   | Lloc de descobriment | Descobridor/s            |
| -------------------- | ---------------------- | ---------------------- | -------------------- | ------------------------ |
| 416201               | 2002 TY315             | 4 d'octubre de 2002    | Apache Point         | Sloan Digital Sky Survey |
| 416202               | 2002 TE319             | 5 d'octubre de 2002    | Apache Point         | Sloan Digital Sky Survey |
| 416203               | 2002 TV326             | 5 d'octubre de 2002    | Apache Point         | Sloan Digital Sky Survey |
| 416204               | 2002 TF327             | 5 d'octubre de 2002    | Apache Point         | Sloan Digital Sky Survey |
| 416205               | 2002 TP331             | 5 d'octubre de 2002    | Apache Point         | Sloan Digital Sky Survey |
| 416206               | 2002 TC334             | 5 d'octubre de 2002    | Apache Point         | Sloan Digital Sky Survey |
| 416207               | 2002 TZ349             | 10 d'octubre de 2002   | Apache Point         | Sloan Digital Sky Survey |
| 416208               | 2002 TW355             | 10 d'octubre de 2002   | Apache Point         | Sloan Digital Sky Survey |
| 416209               | 2002 TM375             | 1 d'octubre de 2002    | Socorro              | LINEAR                   |
| 416210               | 2002 UZ23              | 28 d'octubre de 2002   | Palomar              | NEAT                     |
| 416211               | 2002 UB31              | 31 d'octubre de 2002   | Socorro              | LINEAR                   |
| 416212               | 2002 UQ60              | 29 d'octubre de 2002   | Apache Point         | Sloan Digital Sky Survey |
| 416213               | 2002 UQ61              | 30 d'octubre de 2002   | Apache Point         | Sloan Digital Sky Survey |
| 416214               | 2002 VR2               | 1 de novembre de 2002  | Palomar              | NEAT                     |
| 416215               | 2002 VL61              | 5 de novembre de 2002  | Socorro              | LINEAR                   |
| 416216               | 2002 VM90              | 11 de novembre de 2002 | Kitt Peak            | Spacewatch               |
| 416217               | 2002 VD118             | 14 de novembre de 2002 | Palomar              | NEAT                     |
| 416218               | 2002 WK24              | 16 de novembre de 2002 | Palomar              | NEAT                     |
| 416219               | 2002 WQ26              | 24 de novembre de 2002 | Palomar              | NEAT                     |
| 416220               | 2002 WW30              | 24 de novembre de 2002 | Palomar              | NEAT                     |
| 416221               | 2002 WG31              | 24 de novembre de 2002 | Palomar              | NEAT                     |
| 416222               | 2002 XR3               | 12 d'octubre de 2002   | Socorro              | LINEAR                   |
| 416223               | 2002 XJ69              | 13 de desembre de 2002 | Kitt Peak            | Spacewatch               |
| 416224               | 2002 XM90              | 5 de desembre de 2002  | Socorro              | LINEAR                   |
| 416225               | 2002 XZ118             | 10 de desembre de 2002 | Palomar              | NEAT                     |
| 416226               | 2002 YL34              | 31 de desembre de 2002 | Socorro              | LINEAR                   |
| 416227               | 2003 AX7               | 2 de gener de 2003     | Socorro              | LINEAR                   |
| 416228               | 2003 AL20              | 5 de gener de 2003     | Socorro              | LINEAR                   |
| 416229               | 2003 AM55              | 5 de gener de 2003     | Socorro              | LINEAR                   |
| 416230               | 2003 AB69              | 9 de gener de 2003     | Socorro              | LINEAR                   |
| 416231               | 2003 AJ73              | 11 de gener de 2003    | Socorro              | LINEAR                   |
| 416232               | 2003 AK79              | 11 de gener de 2003    | Kitt Peak            | Spacewatch               |
| 416233               | 2003 AG90              | 5 de gener de 2003     | Socorro              | LINEAR                   |
| 416234               | 2003 BW                | 24 de gener de 2003    | Palomar              | NEAT                     |
| 416235               | 2003 BZ5               | 27 de gener de 2003    | Anderson Mesa        | LONEOS                   |
| 416236               | 2003 BS16              | 26 de gener de 2003    | Haleakala            | NEAT                     |
| 416237               | 2003 BS23              | 25 de gener de 2003    | Palomar              | NEAT                     |
| 416238               | 2003 BP24              | 25 de gener de 2003    | Palomar              | NEAT                     |
| 416239               | 2003 BK55              | 27 de gener de 2003    | Haleakala            | NEAT                     |
| 416240               | 2003 BQ63              | 28 de gener de 2003    | Palomar              | NEAT                     |
| 416241               | 2003 BP66              | 30 de gener de 2003    | Anderson Mesa        | LONEOS                   |
| 416242               | 2003 BZ66              | 30 de gener de 2003    | Haleakala            | NEAT                     |
| 416243               | 2003 BS81              | 31 de gener de 2003    | Socorro              | LINEAR                   |
| 416244               | 2003 BZ86              | 26 de gener de 2003    | Kitt Peak            | Spacewatch               |
| 416245               | 2003 CT1               | 1 de febrer de 2003    | Socorro              | LINEAR                   |
| 416246               | 2003 CL6               | 1 de febrer de 2003    | Socorro              | LINEAR                   |
| 416247               | 2003 CD7               | 1 de febrer de 2003    | Socorro              | LINEAR                   |
| 416248               | 2003 CD26              | 9 de febrer de 2003    | Palomar              | NEAT                     |
| 416249               | 2003 DG4               | 22 de febrer de 2003   | Kitt Peak            | Spacewatch               |
| 416250               | 2003 DL22              | 28 de febrer de 2003   | Haleakala            | NEAT                     |
| 416251               | 2003 EQ                | 5 de març de 2003      | Kleť                 | M. Tichý, M. Kočer       |
| 416252 Manuelherrera | 2003 ES                | 5 de març de 2003      | Sierra Nevada        | J. L. Ortiz              |
| 416253               | 2003 EF23              | 6 de març de 2003      | Socorro              | LINEAR                   |
| 416254               | 2003 EE35              | 7 de març de 2003      | Socorro              | LINEAR                   |
| 416255               | 2003 EW35              | 7 de març de 2003      | Anderson Mesa        | LONEOS                   |
| 416256               | 2003 EB42              | 8 de març de 2003      | Kitt Peak            | Spacewatch               |
| 416257               | 2003 EG46              | 7 de març de 2003      | Anderson Mesa        | LONEOS                   |
| 416258               | 2003 ED48              | 9 de març de 2003      | Anderson Mesa        | LONEOS                   |
| 416259               | 2003 EK62              | 8 de març de 2003      | Anderson Mesa        | LONEOS                   |
| 416260               | 2003 FQ3               | 23 de març de 2003     | Saint-Sulpice        | B. Christophe            |
| 416261               | 2003 FD5               | 27 de març de 2003     | Socorro              | LINEAR                   |
| 416262               | 2003 FG20              | 23 de març de 2003     | Palomar              | NEAT                     |
| 416263               | 2003 FQ24              | 24 de març de 2003     | Kitt Peak            | Spacewatch               |
| 416264               | 2003 FF29              | 25 de març de 2003     | Palomar              | NEAT                     |
| 416265               | 2003 FP52              | 25 de març de 2003     | Palomar              | NEAT                     |
| 416266               | 2003 FV70              | 26 de març de 2003     | Kitt Peak            | Spacewatch               |
| 416267               | 2003 FN93              | 29 de març de 2003     | Anderson Mesa        | LONEOS                   |
| 416268               | 2003 FR96              | 30 de març de 2003     | Kitt Peak            | Spacewatch               |
| 416269               | 2003 FJ108             | 30 de març de 2003     | Socorro              | LINEAR                   |
| 416270               | 2003 FY119             | 26 de març de 2003     | Anderson Mesa        | LONEOS                   |
| 416271               | 2003 FS131             | 31 de març de 2003     | Kitt Peak            | Spacewatch               |
| 416272               | 2003 GN3               | 1 d'abril de 2003      | Socorro              | LINEAR                   |
| 416273               | 2003 GS28              | 8 d'abril de 2003      | Wrightwood           | J. W. Young              |
| 416274               | 2003 GA52              | 26 de març de 2003     | Kitt Peak            | Spacewatch               |
| 416275               | 2003 HK15              | 26 d'abril de 2003     | Haleakala            | NEAT                     |
| 416276               | 2003 HU34              | 9 d'abril de 2003      | Kitt Peak            | Spacewatch               |
| 416277               | 2003 HR58              | 26 d'abril de 2003     | Apache Point         | Sloan Digital Sky Survey |
| 416278               | 2003 KG                | 20 de maig de 2003     | Anderson Mesa        | LONEOS                   |
| 416279               | 2003 KW2               | 23 de maig de 2003     | Kitt Peak            | Spacewatch               |
| 416280               | 2003 KA3               | 22 de maig de 2003     | Kitt Peak            | Spacewatch               |
| 416281               | 2003 KZ27              | 20 de maig de 2003     | Anderson Mesa        | LONEOS                   |
| 416282               | 2003 KE31              | 26 de maig de 2003     | Kitt Peak            | Spacewatch               |
| 416283               | 2003 MM                | 21 de juny de 2003     | Socorro              | LINEAR                   |
| 416284               | 2003 OP21              | 28 de juliol de 2003   | Campo Imperatore     | CINEOS                   |
| 416285               | 2003 OW25              | 24 de juliol de 2003   | Palomar              | NEAT                     |
| 416286               | 2003 PR11              | 9 d'agost de 2003      | Haleakala            | NEAT                     |
| 416287               | 2003 QK34              | 22 d'agost de 2003     | Palomar              | NEAT                     |
| 416288               | 2003 QP71              | 25 d'agost de 2003     | Palomar              | NEAT                     |
| 416289               | 2003 QT71              | 8 de juliol de 2003    | Kitt Peak            | Spacewatch               |
| 416290               | 2003 QJ77              | 24 d'agost de 2003     | Socorro              | LINEAR                   |
| 416291               | 2003 QZ86              | 25 d'agost de 2003     | Socorro              | LINEAR                   |
| 416292               | 2003 QJ93              | 28 d'agost de 2003     | Needville            | Needville                |
| 416293               | 2003 QJ95              | 30 d'agost de 2003     | Kitt Peak            | Spacewatch               |
| 416294               | 2003 QK99              | 31 d'agost de 2003     | Haleakala            | NEAT                     |
| 416295               | 2003 QD109             | 31 d'agost de 2003     | Socorro              | LINEAR                   |
| 416296               | 2003 RM1               | 2 de setembre de 2003  | Haleakala            | NEAT                     |
| 416297               | 2003 RW2               | 1 de setembre de 2003  | Socorro              | LINEAR                   |
| 416298               | 2003 RZ13              | 15 de setembre de 2003 | Haleakala            | NEAT                     |
| 416299               | 2003 RW19              | 15 de setembre de 2003 | Anderson Mesa        | LONEOS                   |
| 416300               | 2003 RS22              | 15 de setembre de 2003 | Haleakala            | NEAT                     |

## 416301-416400
| Nom    | Designació provisional | Data de descobriment   | Lloc de descobriment | Descobridor/s            |
| ------ | ---------------------- | ---------------------- | -------------------- | ------------------------ |
| 416301 | 2003 RL26              | 7 de setembre de 2003  | Socorro              | LINEAR                   |
| 416302 | 2003 SW4               | 16 de setembre de 2003 | Anderson Mesa        | LONEOS                   |
| 416303 | 2003 SF5               | 16 de setembre de 2003 | Kitt Peak            | Spacewatch               |
| 416304 | 2003 SS8               | 16 de setembre de 2003 | Kitt Peak            | Spacewatch               |
| 416305 | 2003 SB13              | 16 de setembre de 2003 | Kitt Peak            | Spacewatch               |
| 416306 | 2003 SL28              | 18 de setembre de 2003 | Palomar              | NEAT                     |
| 416307 | 2003 SA39              | 16 de setembre de 2003 | Palomar              | NEAT                     |
| 416308 | 2003 SP41              | 17 de setembre de 2003 | Palomar              | NEAT                     |
| 416309 | 2003 SV42              | 16 de setembre de 2003 | Anderson Mesa        | LONEOS                   |
| 416310 | 2003 SP48              | 18 de setembre de 2003 | Palomar              | NEAT                     |
| 416311 | 2003 SA51              | 18 de setembre de 2003 | Palomar              | NEAT                     |
| 416312 | 2003 SX55              | 16 de setembre de 2003 | Anderson Mesa        | LONEOS                   |
| 416313 | 2003 SM77              | 19 de setembre de 2003 | Kitt Peak            | Spacewatch               |
| 416314 | 2003 SR85              | 16 de setembre de 2003 | Palomar              | NEAT                     |
| 416315 | 2003 SW85              | 16 de setembre de 2003 | Kitt Peak            | Spacewatch               |
| 416316 | 2003 SA90              | 18 de setembre de 2003 | Palomar              | NEAT                     |
| 416317 | 2003 SH104             | 20 de setembre de 2003 | Haleakala            | NEAT                     |
| 416318 | 2003 SK121             | 17 de setembre de 2003 | Kitt Peak            | Spacewatch               |
| 416319 | 2003 SX129             | 21 de setembre de 2003 | Haleakala            | NEAT                     |
| 416320 | 2003 SS138             | 20 de setembre de 2003 | Palomar              | NEAT                     |
| 416321 | 2003 SV150             | 17 de setembre de 2003 | Socorro              | LINEAR                   |
| 416322 | 2003 SE153             | 19 de setembre de 2003 | Anderson Mesa        | LONEOS                   |
| 416323 | 2003 SW161             | 18 de setembre de 2003 | Kitt Peak            | Spacewatch               |
| 416324 | 2003 SF165             | 20 de setembre de 2003 | Anderson Mesa        | LONEOS                   |
| 416325 | 2003 SL176             | 18 de setembre de 2003 | Palomar              | NEAT                     |
| 416326 | 2003 SY177             | 19 de setembre de 2003 | Socorro              | LINEAR                   |
| 416327 | 2003 SM179             | 19 de setembre de 2003 | Palomar              | NEAT                     |
| 416328 | 2003 SV183             | 21 de setembre de 2003 | Kitt Peak            | Spacewatch               |
| 416329 | 2003 SX192             | 20 de setembre de 2003 | Palomar              | NEAT                     |
| 416330 | 2003 SM194             | 20 de setembre de 2003 | Kitt Peak            | Spacewatch               |
| 416331 | 2003 SV194             | 20 de setembre de 2003 | Palomar              | NEAT                     |
| 416332 | 2003 SQ202             | 22 de setembre de 2003 | Anderson Mesa        | LONEOS                   |
| 416333 | 2003 SV202             | 22 de setembre de 2003 | Anderson Mesa        | LONEOS                   |
| 416334 | 2003 ST205             | 25 de setembre de 2003 | Haleakala            | NEAT                     |
| 416335 | 2003 SG207             | 26 de setembre de 2003 | Socorro              | LINEAR                   |
| 416336 | 2003 SG219             | 27 de setembre de 2003 | Socorro              | LINEAR                   |
| 416337 | 2003 SM222             | 28 de setembre de 2003 | Desert Eagle         | W. K. Y. Yeung           |
| 416338 | 2003 SF244             | 29 de setembre de 2003 | Kitt Peak            | Spacewatch               |
| 416339 | 2003 SS258             | 28 de setembre de 2003 | Kitt Peak            | Spacewatch               |
| 416340 | 2003 SH280             | 18 de setembre de 2003 | Socorro              | LINEAR                   |
| 416341 | 2003 SV281             | 19 de setembre de 2003 | Kitt Peak            | Spacewatch               |
| 416342 | 2003 SR289             | 28 de setembre de 2003 | Anderson Mesa        | LONEOS                   |
| 416343 | 2003 SZ293             | 28 de setembre de 2003 | Socorro              | LINEAR                   |
| 416344 | 2003 SX295             | 29 de setembre de 2003 | Anderson Mesa        | LONEOS                   |
| 416345 | 2003 SD307             | 26 de setembre de 2003 | Socorro              | LINEAR                   |
| 416346 | 2003 SQ323             | 16 de setembre de 2003 | Kitt Peak            | Spacewatch               |
| 416347 | 2003 SQ327             | 19 de setembre de 2003 | Palomar              | NEAT                     |
| 416348 | 2003 SW328             | 21 de setembre de 2003 | Kitt Peak            | Spacewatch               |
| 416349 | 2003 SA329             | 21 de setembre de 2003 | Kitt Peak            | Spacewatch               |
| 416350 | 2003 SH331             | 26 de setembre de 2003 | Apache Point         | Sloan Digital Sky Survey |
| 416351 | 2003 SJ331             | 26 de setembre de 2003 | Apache Point         | Sloan Digital Sky Survey |
| 416352 | 2003 SX332             | 30 de setembre de 2003 | Socorro              | LINEAR                   |
| 416353 | 2003 SL333             | 26 de setembre de 2003 | Apache Point         | Sloan Digital Sky Survey |
| 416354 | 2003 SJ338             | 18 de setembre de 2003 | Kitt Peak            | Spacewatch               |
| 416355 | 2003 SZ338             | 26 de setembre de 2003 | Apache Point         | Sloan Digital Sky Survey |
| 416356 | 2003 SD339             | 26 de setembre de 2003 | Apache Point         | Sloan Digital Sky Survey |
| 416357 | 2003 ST339             | 26 de setembre de 2003 | Apache Point         | Sloan Digital Sky Survey |
| 416358 | 2003 SM344             | 17 de setembre de 2003 | Kitt Peak            | Spacewatch               |
| 416359 | 2003 SZ357             | 20 de setembre de 2003 | Kitt Peak            | Spacewatch               |
| 416360 | 2003 SR365             | 17 de setembre de 2003 | Kitt Peak            | Spacewatch               |
| 416361 | 2003 SV368             | 26 de setembre de 2003 | Apache Point         | Sloan Digital Sky Survey |
| 416362 | 2003 SM382             | 26 de setembre de 2003 | Apache Point         | Sloan Digital Sky Survey |
| 416363 | 2003 SS391             | 26 de setembre de 2003 | Apache Point         | Sloan Digital Sky Survey |
| 416364 | 2003 SR399             | 26 de setembre de 2003 | Apache Point         | Sloan Digital Sky Survey |
| 416365 | 2003 SL418             | 28 de setembre de 2003 | Apache Point         | Sloan Digital Sky Survey |
| 416366 | 2003 SR418             | 28 de setembre de 2003 | Apache Point         | Sloan Digital Sky Survey |
| 416367 | 2003 SG419             | 28 de setembre de 2003 | Apache Point         | Sloan Digital Sky Survey |
| 416368 | 2003 SS421             | 18 de setembre de 2003 | Kitt Peak            | Spacewatch               |
| 416369 | 2003 SS428             | 18 de setembre de 2003 | Kitt Peak            | Spacewatch               |
| 416370 | 2003 SE429             | 20 de setembre de 2003 | Palomar              | NEAT                     |
| 416371 | 2003 SK430             | 30 de setembre de 2003 | Kitt Peak            | Spacewatch               |
| 416372 | 2003 TK5               | 2 d'octubre de 2003    | Haleakala            | NEAT                     |
| 416373 | 2003 TG18              | 14 d'octubre de 2003   | Palomar              | NEAT                     |
| 416374 | 2003 TC25              | 1 d'octubre de 2003    | Kitt Peak            | Spacewatch               |
| 416375 | 2003 TS26              | 20 de setembre de 2003 | Kitt Peak            | Spacewatch               |
| 416376 | 2003 TT34              | 1 d'octubre de 2003    | Kitt Peak            | Spacewatch               |
| 416377 | 2003 TB45              | 3 d'octubre de 2003    | Kitt Peak            | Spacewatch               |
| 416378 | 2003 TG46              | 3 d'octubre de 2003    | Kitt Peak            | Spacewatch               |
| 416379 | 2003 TU55              | 5 d'octubre de 2003    | Kitt Peak            | Spacewatch               |
| 416380 | 2003 UA2               | 16 d'octubre de 2003   | Kitt Peak            | Spacewatch               |
| 416381 | 2003 UR8               | 16 d'octubre de 2003   | Socorro              | LINEAR                   |
| 416382 | 2003 UU9               | 20 d'octubre de 2003   | Nashville            | R. Clingan               |
| 416383 | 2003 UH11              | 21 de setembre de 2003 | Anderson Mesa        | LONEOS                   |
| 416384 | 2003 UA15              | 16 d'octubre de 2003   | Kitt Peak            | Spacewatch               |
| 416385 | 2003 UN17              | 18 d'octubre de 2003   | Kitt Peak            | Spacewatch               |
| 416386 | 2003 UW19              | 21 d'octubre de 2003   | Socorro              | LINEAR                   |
| 416387 | 2003 UL28              | 19 d'octubre de 2003   | Kitt Peak            | Spacewatch               |
| 416388 | 2003 UY28              | 22 d'octubre de 2003   | Kitt Peak            | Spacewatch               |
| 416389 | 2003 UR33              | 17 d'octubre de 2003   | Kitt Peak            | Spacewatch               |
| 416390 | 2003 UD35              | 16 d'octubre de 2003   | Kitt Peak            | Spacewatch               |
| 416391 | 2003 UG51              | 18 d'octubre de 2003   | Palomar              | NEAT                     |
| 416392 | 2003 UL51              | 18 d'octubre de 2003   | Palomar              | NEAT                     |
| 416393 | 2003 UT66              | 16 d'octubre de 2003   | Palomar              | NEAT                     |
| 416394 | 2003 UF67              | 16 d'octubre de 2003   | Kitt Peak            | Spacewatch               |
| 416395 | 2003 UE90              | 20 d'octubre de 2003   | Kitt Peak            | Spacewatch               |
| 416396 | 2003 UR97              | 19 d'octubre de 2003   | Kitt Peak            | Spacewatch               |
| 416397 | 2003 UJ105             | 18 d'octubre de 2003   | Palomar              | NEAT                     |
| 416398 | 2003 UK114             | 20 d'octubre de 2003   | Kitt Peak            | Spacewatch               |
| 416399 | 2003 UN117             | 21 d'octubre de 2003   | Kitt Peak            | Spacewatch               |
| 416400 | 2003 UZ117             | 24 d'octubre de 2003   | Kitt Peak            | Spacewatch               |

## 416401-416500
| Nom    | Designació provisional | Data de descobriment   | Lloc de descobriment | Descobridor/s            |
| ------ | ---------------------- | ---------------------- | -------------------- | ------------------------ |
| 416401 | 2003 UP119             | 1 d'octubre de 2003    | Kitt Peak            | Spacewatch               |
| 416402 | 2003 UF123             | 19 d'octubre de 2003   | Kitt Peak            | Spacewatch               |
| 416403 | 2003 UO131             | 19 d'octubre de 2003   | Palomar              | NEAT                     |
| 416404 | 2003 US131             | 19 d'octubre de 2003   | Palomar              | NEAT                     |
| 416405 | 2003 UN136             | 28 de setembre de 2003 | Socorro              | LINEAR                   |
| 416406 | 2003 UG139             | 16 d'octubre de 2003   | Palomar              | NEAT                     |
| 416407 | 2003 UP140             | 16 d'octubre de 2003   | Anderson Mesa        | LONEOS                   |
| 416408 | 2003 UM146             | 18 d'octubre de 2003   | Anderson Mesa        | LONEOS                   |
| 416409 | 2003 UJ154             | 28 de setembre de 2003 | Socorro              | LINEAR                   |
| 416410 | 2003 UU170             | 28 de setembre de 2003 | Kitt Peak            | Spacewatch               |
| 416411 | 2003 UN175             | 21 d'octubre de 2003   | Anderson Mesa        | LONEOS                   |
| 416412 | 2003 US176             | 21 d'octubre de 2003   | Palomar              | NEAT                     |
| 416413 | 2003 UM179             | 21 d'octubre de 2003   | Socorro              | LINEAR                   |
| 416414 | 2003 UA181             | 21 d'octubre de 2003   | Socorro              | LINEAR                   |
| 416415 | 2003 UA184             | 21 d'octubre de 2003   | Palomar              | NEAT                     |
| 416416 | 2003 UG189             | 22 d'octubre de 2003   | Kitt Peak            | Spacewatch               |
| 416417 | 2003 UB191             | 2 d'octubre de 2003    | Kitt Peak            | Spacewatch               |
| 416418 | 2003 UZ194             | 20 d'octubre de 2003   | Kitt Peak            | Spacewatch               |
| 416419 | 2003 UL205             | 22 d'octubre de 2003   | Socorro              | LINEAR                   |
| 416420 | 2003 UW210             | 23 d'octubre de 2003   | Kitt Peak            | Spacewatch               |
| 416421 | 2003 UL221             | 17 d'octubre de 2003   | Kitt Peak            | Spacewatch               |
| 416422 | 2003 UC222             | 22 d'octubre de 2003   | Kitt Peak            | Spacewatch               |
| 416423 | 2003 UY230             | 24 d'octubre de 2003   | Socorro              | LINEAR                   |
| 416424 | 2003 UK231             | 22 de setembre de 2003 | Kitt Peak            | Spacewatch               |
| 416425 | 2003 UB233             | 24 d'octubre de 2003   | Socorro              | LINEAR                   |
| 416426 | 2003 UT236             | 23 d'octubre de 2003   | Kitt Peak            | Spacewatch               |
| 416427 | 2003 UT241             | 24 d'octubre de 2003   | Socorro              | LINEAR                   |
| 416428 | 2003 UK249             | 25 d'octubre de 2003   | Socorro              | LINEAR                   |
| 416429 | 2003 UM260             | 19 d'octubre de 2003   | Kitt Peak            | Spacewatch               |
| 416430 | 2003 UH264             | 27 d'octubre de 2003   | Socorro              | LINEAR                   |
| 416431 | 2003 UA267             | 28 d'octubre de 2003   | Socorro              | LINEAR                   |
| 416432 | 2003 UY278             | 26 d'octubre de 2003   | Kitt Peak            | Spacewatch               |
| 416433 | 2003 UF295             | 16 de setembre de 2003 | Kitt Peak            | Spacewatch               |
| 416434 | 2003 UO315             | 19 d'octubre de 2003   | Apache Point         | Sloan Digital Sky Survey |
| 416435 | 2003 UC317             | 17 de setembre de 2003 | Kitt Peak            | Spacewatch               |
| 416436 | 2003 UR317             | 23 d'octubre de 2003   | Apache Point         | Sloan Digital Sky Survey |
| 416437 | 2003 UA338             | 16 de setembre de 2003 | Kitt Peak            | Spacewatch               |
| 416438 | 2003 UW345             | 19 d'octubre de 2003   | Apache Point         | Sloan Digital Sky Survey |
| 416439 | 2003 UQ351             | 19 d'octubre de 2003   | Apache Point         | Sloan Digital Sky Survey |
| 416440 | 2003 UL355             | 19 d'octubre de 2003   | Apache Point         | Sloan Digital Sky Survey |
| 416441 | 2003 UG369             | 21 d'octubre de 2003   | Kitt Peak            | Spacewatch               |
| 416442 | 2003 US371             | 22 d'octubre de 2003   | Apache Point         | Sloan Digital Sky Survey |
| 416443 | 2003 UO376             | 22 d'octubre de 2003   | Apache Point         | Sloan Digital Sky Survey |
| 416444 | 2003 UL380             | 22 d'octubre de 2003   | Apache Point         | Sloan Digital Sky Survey |
| 416445 | 2003 UY400             | 23 d'octubre de 2003   | Apache Point         | Sloan Digital Sky Survey |
| 416446 | 2003 VY                | 5 de novembre de 2003  | Socorro              | LINEAR                   |
| 416447 | 2003 VG4               | 14 de novembre de 2003 | Palomar              | NEAT                     |
| 416448 | 2003 VK4               | 14 de novembre de 2003 | Palomar              | NEAT                     |
| 416449 | 2003 VZ6               | 15 de novembre de 2003 | Kitt Peak            | Spacewatch               |
| 416450 | 2003 VZ10              | 15 de novembre de 2003 | Palomar              | NEAT                     |
| 416451 | 2003 VM12              | 1 de novembre de 2003  | Socorro              | LINEAR                   |
| 416452 | 2003 WD3               | 16 de novembre de 2003 | Kitt Peak            | Spacewatch               |
| 416453 | 2003 WU4               | 27 d'octubre de 2003   | Kitt Peak            | Spacewatch               |
| 416454 | 2003 WL10              | 18 de novembre de 2003 | Kitt Peak            | Spacewatch               |
| 416455 | 2003 WW14              | 16 de novembre de 2003 | Kitt Peak            | Spacewatch               |
| 416456 | 2003 WC19              | 19 de novembre de 2003 | Socorro              | LINEAR                   |
| 416457 | 2003 WO20              | 19 de novembre de 2003 | Socorro              | LINEAR                   |
| 416458 | 2003 WW20              | 19 de novembre de 2003 | Socorro              | LINEAR                   |
| 416459 | 2003 WT36              | 19 de novembre de 2003 | Socorro              | LINEAR                   |
| 416460 | 2003 WY40              | 19 de novembre de 2003 | Kitt Peak            | Spacewatch               |
| 416461 | 2003 WT41              | 20 de novembre de 2003 | Socorro              | LINEAR                   |
| 416462 | 2003 WC52              | 19 de novembre de 2003 | Kitt Peak            | Spacewatch               |
| 416463 | 2003 WV58              | 18 de novembre de 2003 | Kitt Peak            | Spacewatch               |
| 416464 | 2003 WX64              | 19 de novembre de 2003 | Kitt Peak            | Spacewatch               |
| 416465 | 2003 WT65              | 19 de novembre de 2003 | Kitt Peak            | Spacewatch               |
| 416466 | 2003 WG66              | 19 de novembre de 2003 | Socorro              | LINEAR                   |
| 416467 | 2003 WJ69              | 19 de novembre de 2003 | Kitt Peak            | Spacewatch               |
| 416468 | 2003 WQ78              | 20 de novembre de 2003 | Socorro              | LINEAR                   |
| 416469 | 2003 WA81              | 20 de novembre de 2003 | Socorro              | LINEAR                   |
| 416470 | 2003 WD82              | 19 de novembre de 2003 | Socorro              | LINEAR                   |
| 416471 | 2003 WZ86              | 21 de novembre de 2003 | Socorro              | LINEAR                   |
| 416472 | 2003 WW88              | 16 de novembre de 2003 | Catalina             | CSS                      |
| 416473 | 2003 WY91              | 18 de novembre de 2003 | Kitt Peak            | Spacewatch               |
| 416474 | 2003 WN92              | 19 de novembre de 2003 | Anderson Mesa        | LONEOS                   |
| 416475 | 2003 WE94              | 19 de novembre de 2003 | Anderson Mesa        | LONEOS                   |
| 416476 | 2003 WJ104             | 21 de novembre de 2003 | Socorro              | LINEAR                   |
| 416477 | 2003 WZ106             | 22 de novembre de 2003 | Nogales              | Tenagra II               |
| 416478 | 2003 WC109             | 20 de novembre de 2003 | Socorro              | LINEAR                   |
| 416479 | 2003 WR109             | 20 de novembre de 2003 | Socorro              | LINEAR                   |
| 416480 | 2003 WX109             | 20 de novembre de 2003 | Socorro              | LINEAR                   |
| 416481 | 2003 WH110             | 20 de novembre de 2003 | Socorro              | LINEAR                   |
| 416482 | 2003 WG115             | 20 de novembre de 2003 | Socorro              | LINEAR                   |
| 416483 | 2003 WM116             | 20 de novembre de 2003 | Socorro              | LINEAR                   |
| 416484 | 2003 WP127             | 20 de novembre de 2003 | Socorro              | LINEAR                   |
| 416485 | 2003 WZ140             | 21 de novembre de 2003 | Socorro              | LINEAR                   |
| 416486 | 2003 WK144             | 21 de novembre de 2003 | Socorro              | LINEAR                   |
| 416487 | 2003 WL152             | 19 de novembre de 2003 | Anderson Mesa        | LONEOS                   |
| 416488 | 2003 WJ153             | 26 de novembre de 2003 | Anderson Mesa        | LONEOS                   |
| 416489 | 2003 WL156             | 29 de novembre de 2003 | Socorro              | LINEAR                   |
| 416490 | 2003 WY156             | 29 de novembre de 2003 | Kitt Peak            | Spacewatch               |
| 416491 | 2003 WE158             | 30 de novembre de 2003 | Kitt Peak            | Spacewatch               |
| 416492 | 2003 WA187             | 28 de setembre de 2003 | Kitt Peak            | Spacewatch               |
| 416493 | 2003 WR187             | 2 d'octubre de 2003    | Kitt Peak            | Spacewatch               |
| 416494 | 2003 XU18              | 22 d'octubre de 2003   | Anderson Mesa        | LONEOS                   |
| 416495 | 2003 XA19              | 14 de desembre de 2003 | Kitt Peak            | Spacewatch               |
| 416496 | 2003 XR20              | 14 de desembre de 2003 | Palomar              | NEAT                     |
| 416497 | 2003 XA21              | 26 de novembre de 2003 | Kitt Peak            | Spacewatch               |
| 416498 | 2003 XS29              | 19 de novembre de 2003 | Kitt Peak            | Spacewatch               |
| 416499 | 2003 XK34              | 19 de novembre de 2003 | Kitt Peak            | Spacewatch               |
| 416500 | 2003 XX42              | 15 de desembre de 2003 | Socorro              | LINEAR                   |

## 416501-416600
| Nom    | Designació provisional | Data de descobriment   | Lloc de descobriment | Descobridor/s            |
| ------ | ---------------------- | ---------------------- | -------------------- | ------------------------ |
| 416501 | 2003 YU1               | 18 de desembre de 2003 | Socorro              | LINEAR                   |
| 416502 | 2003 YT7               | 20 de desembre de 2003 | Nashville            | R. Clingan               |
| 416503 | 2003 YK10              | 17 de desembre de 2003 | Socorro              | LINEAR                   |
| 416504 | 2003 YT12              | 17 de desembre de 2003 | Anderson Mesa        | LONEOS                   |
| 416505 | 2003 YW40              | 19 de desembre de 2003 | Kitt Peak            | Spacewatch               |
| 416506 | 2003 YM44              | 19 de desembre de 2003 | Kitt Peak            | Spacewatch               |
| 416507 | 2003 YF46              | 17 de desembre de 2003 | Socorro              | LINEAR                   |
| 416508 | 2003 YB63              | 19 de desembre de 2003 | Socorro              | LINEAR                   |
| 416509 | 2003 YN65              | 19 de desembre de 2003 | Socorro              | LINEAR                   |
| 416510 | 2003 YF70              | 21 de desembre de 2003 | Socorro              | LINEAR                   |
| 416511 | 2003 YT77              | 18 de desembre de 2003 | Socorro              | LINEAR                   |
| 416512 | 2003 YK92              | 21 de desembre de 2003 | Socorro              | LINEAR                   |
| 416513 | 2003 YU93              | 21 de desembre de 2003 | Needville            | Needville                |
| 416514 | 2003 YP96              | 19 de desembre de 2003 | Socorro              | LINEAR                   |
| 416515 | 2003 YV111             | 23 de desembre de 2003 | Socorro              | LINEAR                   |
| 416516 | 2003 YC112             | 17 de desembre de 2003 | Socorro              | LINEAR                   |
| 416517 | 2003 YK113             | 23 de desembre de 2003 | Socorro              | LINEAR                   |
| 416518 | 2003 YX119             | 27 de desembre de 2003 | Socorro              | LINEAR                   |
| 416519 | 2003 YY119             | 27 de desembre de 2003 | Socorro              | LINEAR                   |
| 416520 | 2003 YT123             | 28 de desembre de 2003 | Kitt Peak            | Spacewatch               |
| 416521 | 2003 YR124             | 28 de desembre de 2003 | Socorro              | LINEAR                   |
| 416522 | 2003 YX134             | 28 de desembre de 2003 | Kitt Peak            | Spacewatch               |
| 416523 | 2003 YM141             | 28 de desembre de 2003 | Socorro              | LINEAR                   |
| 416524 | 2003 YO146             | 28 de desembre de 2003 | Socorro              | LINEAR                   |
| 416525 | 2003 YD170             | 18 de desembre de 2003 | Kitt Peak            | Spacewatch               |
| 416526 | 2003 YK171             | 18 de desembre de 2003 | Kitt Peak            | Spacewatch               |
| 416527 | 2003 YY172             | 19 de desembre de 2003 | Kitt Peak            | Spacewatch               |
| 416528 | 2003 YG181             | 22 de desembre de 2003 | Kitt Peak            | Spacewatch               |
| 416529 | 2003 YR181             | 21 de desembre de 2003 | Apache Point         | Sloan Digital Sky Survey |
| 416530 | 2003 YN182             | 22 de desembre de 2003 | Kitt Peak            | Spacewatch               |
| 416531 | 2004 AK6               | 15 de gener de 2004    | Kitt Peak            | Spacewatch               |
| 416532 | 2004 AX6               | 15 de gener de 2004    | Kitt Peak            | Spacewatch               |
| 416533 | 2004 AW11              | 13 de gener de 2004    | Kitt Peak            | Spacewatch               |
| 416534 | 2004 BQ6               | 17 de gener de 2004    | Haleakala            | NEAT                     |
| 416535 | 2004 BD13              | 17 de gener de 2004    | Palomar              | NEAT                     |
| 416536 | 2004 BV16              | 16 de gener de 2004    | Catalina             | CSS                      |
| 416537 | 2004 BW38              | 20 de gener de 2004    | Socorro              | LINEAR                   |
| 416538 | 2004 BM47              | 21 de gener de 2004    | Socorro              | LINEAR                   |
| 416539 | 2004 BE50              | 21 de gener de 2004    | Socorro              | LINEAR                   |
| 416540 | 2004 BB55              | 22 de gener de 2004    | Socorro              | LINEAR                   |
| 416541 | 2004 BV57              | 23 de gener de 2004    | Anderson Mesa        | LONEOS                   |
| 416542 | 2004 BK62              | 22 de gener de 2004    | Socorro              | LINEAR                   |
| 416543 | 2004 BX63              | 22 de gener de 2004    | Socorro              | LINEAR                   |
| 416544 | 2004 BA64              | 22 de gener de 2004    | Socorro              | LINEAR                   |
| 416545 | 2004 BX68              | 27 de gener de 2004    | Socorro              | LINEAR                   |
| 416546 | 2004 BE69              | 20 de gener de 2004    | Kingsnake            | J. V. McClusky           |
| 416547 | 2004 BX75              | 23 de gener de 2004    | Socorro              | LINEAR                   |
| 416548 | 2004 BJ80              | 24 de gener de 2004    | Socorro              | LINEAR                   |
| 416549 | 2004 BK80              | 24 de gener de 2004    | Socorro              | LINEAR                   |
| 416550 | 2004 BH103             | 31 de gener de 2004    | Socorro              | LINEAR                   |
| 416551 | 2004 BJ116             | 27 de desembre de 2003 | Socorro              | LINEAR                   |
| 416552 | 2004 BG124             | 18 de gener de 2004    | Palomar              | NEAT                     |
| 416553 | 2004 CE13              | 11 de febrer de 2004   | Palomar              | NEAT                     |
| 416554 | 2004 CB26              | 11 de febrer de 2004   | Kitt Peak            | Spacewatch               |
| 416555 | 2004 CE26              | 11 de febrer de 2004   | Kitt Peak            | Spacewatch               |
| 416556 | 2004 CW47              | 14 de febrer de 2004   | Haleakala            | NEAT                     |
| 416557 | 2004 CF51              | 13 de febrer de 2004   | Palomar              | NEAT                     |
| 416558 | 2004 CD52              | 14 de febrer de 2004   | Socorro              | LINEAR                   |
| 416559 | 2004 CN55              | 12 de febrer de 2004   | Kitt Peak            | Spacewatch               |
| 416560 | 2004 CQ55              | 13 de febrer de 2004   | Kitt Peak            | Spacewatch               |
| 416561 | 2004 CD58              | 14 de febrer de 2004   | Socorro              | LINEAR                   |
| 416562 | 2004 CK116             | 11 de febrer de 2004   | Kitt Peak            | Spacewatch               |
| 416563 | 2004 CH118             | 11 de febrer de 2004   | Kitt Peak            | Spacewatch               |
| 416564 | 2004 CM128             | 18 de gener de 2004    | Catalina             | CSS                      |
| 416565 | 2004 DG3               | 16 de febrer de 2004   | Kitt Peak            | Spacewatch               |
| 416566 | 2004 DB60              | 26 de febrer de 2004   | Socorro              | LINEAR                   |
| 416567 | 2004 EB                | 9 de març de 2004      | Palomar              | NEAT                     |
| 416568 | 2004 ET20              | 15 de març de 2004     | Socorro              | LINEAR                   |
| 416569 | 2004 EL28              | 15 de març de 2004     | Kitt Peak            | Spacewatch               |
| 416570 | 2004 EA31              | 15 de març de 2004     | Kitt Peak            | Spacewatch               |
| 416571 | 2004 EY41              | 15 de març de 2004     | Socorro              | LINEAR                   |
| 416572 | 2004 EM42              | 15 de març de 2004     | Socorro              | LINEAR                   |
| 416573 | 2004 EK61              | 12 de març de 2004     | Palomar              | NEAT                     |
| 416574 | 2004 EY80              | 15 de març de 2004     | Socorro              | LINEAR                   |
| 416575 | 2004 EZ82              | 13 de març de 2004     | Palomar              | NEAT                     |
| 416576 | 2004 EC86              | 15 de març de 2004     | Socorro              | LINEAR                   |
| 416577 | 2004 EP98              | 15 de març de 2004     | Kitt Peak            | Spacewatch               |
| 416578 | 2004 FX86              | 18 de setembre de 2001 | Kitt Peak            | Spacewatch               |
| 416579 | 2004 FF97              | 23 de març de 2004     | Socorro              | LINEAR                   |
| 416580 | 2004 GR2               | 12 d'abril de 2004     | Socorro              | LINEAR                   |
| 416581 | 2004 GP81              | 13 d'abril de 2004     | Kitt Peak            | Spacewatch               |
| 416582 | 2004 HA26              | 19 d'abril de 2004     | Socorro              | LINEAR                   |
| 416583 | 2004 JH                | 8 de maig de 2004      | Wrightwood           | J. W. Young              |
| 416584 | 2004 JB12              | 13 de maig de 2004     | Socorro              | LINEAR                   |
| 416585 | 2004 JU24              | 15 de maig de 2004     | Socorro              | LINEAR                   |
| 416586 | 2004 JX24              | 15 de maig de 2004     | Socorro              | LINEAR                   |
| 416587 | 2004 JQ25              | 15 de maig de 2004     | Socorro              | LINEAR                   |
| 416588 | 2004 JS31              | 15 de maig de 2004     | Socorro              | LINEAR                   |
| 416589 | 2004 KV                | 17 de maig de 2004     | Reedy Creek          | J. Broughton             |
| 416590 | 2004 LM1               | 10 de juny de 2004     | Socorro              | LINEAR                   |
| 416591 | 2004 LC2               | 11 de juny de 2004     | Socorro              | LINEAR                   |
| 416592 | 2004 LP3               | 11 de juny de 2004     | Anderson Mesa        | LONEOS                   |
| 416593 | 2004 LB13              | 9 de juny de 2004      | Anderson Mesa        | LONEOS                   |
| 416594 | 2004 NC6               | 11 de juliol de 2004   | Socorro              | LINEAR                   |
| 416595 | 2004 NZ8               | 14 de juliol de 2004   | Reedy Creek          | J. Broughton             |
| 416596 | 2004 NA15              | 11 de juliol de 2004   | Socorro              | LINEAR                   |
| 416597 | 2004 OS4               | 16 de juliol de 2004   | Socorro              | LINEAR                   |
| 416598 | 2004 PR13              | 7 d'agost de 2004      | Palomar              | NEAT                     |
| 416599 | 2004 PJ54              | 8 d'agost de 2004      | Anderson Mesa        | LONEOS                   |
| 416600 | 2004 PV68              | 7 d'agost de 2004      | Campo Imperatore     | CINEOS                   |

## 416601-416700
| Nom    | Designació provisional | Data de descobriment   | Lloc de descobriment | Descobridor/s        |
| ------ | ---------------------- | ---------------------- | -------------------- | -------------------- |
| 416601 | 2004 PW78              | 9 d'agost de 2004      | Anderson Mesa        | LONEOS               |
| 416602 | 2004 PW79              | 9 d'agost de 2004      | Anderson Mesa        | LONEOS               |
| 416603 | 2004 PO99              | 3 d'agost de 2004      | Siding Spring        | Siding Spring Survey |
| 416604 | 2004 PD104             | 12 d'agost de 2004     | Socorro              | LINEAR               |
| 416605 | 2004 PV116             | 12 d'agost de 2004     | Mauna Kea            | P. A. Wiegert        |
| 416606 | 2004 QK2               | 19 d'agost de 2004     | Reedy Creek          | J. Broughton         |
| 416607 | 2004 QJ28              | 25 d'agost de 2004     | Kitt Peak            | Spacewatch           |
| 416608 | 2004 RH27              | 6 de setembre de 2004  | Palomar              | NEAT                 |
| 416609 | 2004 RW34              | 7 de setembre de 2004  | Socorro              | LINEAR               |
| 416610 | 2004 RE38              | 7 de setembre de 2004  | Socorro              | LINEAR               |
| 416611 | 2004 RB44              | 8 de setembre de 2004  | Socorro              | LINEAR               |
| 416612 | 2004 RQ44              | 8 de setembre de 2004  | Socorro              | LINEAR               |
| 416613 | 2004 RD47              | 8 de setembre de 2004  | Socorro              | LINEAR               |
| 416614 | 2004 RD70              | 8 de setembre de 2004  | Socorro              | LINEAR               |
| 416615 | 2004 RS93              | 8 de setembre de 2004  | Socorro              | LINEAR               |
| 416616 | 2004 RX97              | 8 de setembre de 2004  | Socorro              | LINEAR               |
| 416617 | 2004 RL136             | 7 de setembre de 2004  | Palomar              | NEAT                 |
| 416618 | 2004 RD138             | 8 de setembre de 2004  | Palomar              | NEAT                 |
| 416619 | 2004 RV142             | 8 de setembre de 2004  | Palomar              | NEAT                 |
| 416620 | 2004 RK162             | 11 de setembre de 2004 | Socorro              | LINEAR               |
| 416621 | 2004 RE178             | 10 de setembre de 2004 | Socorro              | LINEAR               |
| 416622 | 2004 RU182             | 10 de setembre de 2004 | Socorro              | LINEAR               |
| 416623 | 2004 RK185             | 10 de setembre de 2004 | Socorro              | LINEAR               |
| 416624 | 2004 RG215             | 11 de setembre de 2004 | Socorro              | LINEAR               |
| 416625 | 2004 RU227             | 9 de setembre de 2004  | Kitt Peak            | Spacewatch           |
| 416626 | 2004 RB233             | 9 de setembre de 2004  | Kitt Peak            | Spacewatch           |
| 416627 | 2004 RV237             | 10 de setembre de 2004 | Kitt Peak            | Spacewatch           |
| 416628 | 2004 RV244             | 10 de setembre de 2004 | Kitt Peak            | Spacewatch           |
| 416629 | 2004 RZ249             | 13 de setembre de 2004 | Socorro              | LINEAR               |
| 416630 | 2004 RF305             | 12 de setembre de 2004 | Kitt Peak            | Spacewatch           |
| 416631 | 2004 RM312             | 15 de setembre de 2004 | Anderson Mesa        | LONEOS               |
| 416632 | 2004 RO316             | 11 de setembre de 2004 | Socorro              | LINEAR               |
| 416633 | 2004 RA332             | 14 de setembre de 2004 | Palomar              | NEAT                 |
| 416634 | 2004 RZ333             | 7 de setembre de 2004  | Socorro              | LINEAR               |
| 416635 | 2004 RN346             | 10 de setembre de 2004 | Socorro              | LINEAR               |
| 416636 | 2004 SL9               | 16 de setembre de 2004 | Socorro              | LINEAR               |
| 416637 | 2004 SA16              | 17 de setembre de 2004 | Anderson Mesa        | LONEOS               |
| 416638 | 2004 SL29              | 13 de setembre de 2004 | Anderson Mesa        | LONEOS               |
| 416639 | 2004 TF21              | 2 d'octubre de 2004    | Palomar              | NEAT                 |
| 416640 | 2004 TC24              | 4 d'octubre de 2004    | Kitt Peak            | Spacewatch           |
| 416641 | 2004 TW27              | 4 d'octubre de 2004    | Kitt Peak            | Spacewatch           |
| 416642 | 2004 TZ45              | 4 d'octubre de 2004    | Kitt Peak            | Spacewatch           |
| 416643 | 2004 TK73              | 6 d'octubre de 2004    | Kitt Peak            | Spacewatch           |
| 416644 | 2004 TP76              | 7 d'octubre de 2004    | Socorro              | LINEAR               |
| 416645 | 2004 TV76              | 23 de setembre de 2004 | Kitt Peak            | Spacewatch           |
| 416646 | 2004 TQ82              | 13 d'octubre de 2001   | Kitt Peak            | Spacewatch           |
| 416647 | 2004 TA96              | 10 d'octubre de 1994   | Kitt Peak            | Spacewatch           |
| 416648 | 2004 TY99              | 5 d'octubre de 2004    | Kitt Peak            | Spacewatch           |
| 416649 | 2004 TP101             | 6 d'octubre de 2004    | Kitt Peak            | Spacewatch           |
| 416650 | 2004 TW102             | 6 d'octubre de 2004    | Palomar              | NEAT                 |
| 416651 | 2004 TL117             | 17 de setembre de 2004 | Socorro              | LINEAR               |
| 416652 | 2004 TX136             | 8 d'octubre de 2004    | Anderson Mesa        | LONEOS               |
| 416653 | 2004 TO159             | 6 d'octubre de 2004    | Kitt Peak            | Spacewatch           |
| 416654 | 2004 TF174             | 9 d'octubre de 2004    | Socorro              | LINEAR               |
| 416655 | 2004 TJ185             | 7 d'octubre de 2004    | Kitt Peak            | Spacewatch           |
| 416656 | 2004 TZ189             | 7 d'octubre de 2004    | Kitt Peak            | Spacewatch           |
| 416657 | 2004 TU208             | 9 de setembre de 2004  | Anderson Mesa        | LONEOS               |
| 416658 | 2004 TC212             | 8 d'octubre de 2004    | Kitt Peak            | Spacewatch           |
| 416659 | 2004 TA226             | 8 d'octubre de 2004    | Kitt Peak            | Spacewatch           |
| 416660 | 2004 TQ234             | 8 d'octubre de 2004    | Kitt Peak            | Spacewatch           |
| 416661 | 2004 TQ266             | 9 d'octubre de 2004    | Kitt Peak            | Spacewatch           |
| 416662 | 2004 TO277             | 9 d'octubre de 2004    | Kitt Peak            | Spacewatch           |
| 416663 | 2004 TZ280             | 10 d'octubre de 2004   | Kitt Peak            | Spacewatch           |
| 416664 | 2004 TB328             | 4 d'octubre de 2004    | Palomar              | NEAT                 |
| 416665 | 2004 TO335             | 10 d'octubre de 2004   | Kitt Peak            | Spacewatch           |
| 416666 | 2004 TX350             | 10 d'octubre de 2004   | Kitt Peak            | Spacewatch           |
| 416667 | 2004 TH355             | 7 d'octubre de 2004    | Socorro              | LINEAR               |
| 416668 | 2004 UU4               | 16 d'octubre de 2004   | Socorro              | LINEAR               |
| 416669 | 2004 UB8               | 21 d'octubre de 2004   | Socorro              | LINEAR               |
| 416670 | 2004 VG3               | 9 d'octubre de 2004    | Kitt Peak            | Spacewatch           |
| 416671 | 2004 VA38              | 4 de novembre de 2004  | Kitt Peak            | Spacewatch           |
| 416672 | 2004 VT40              | 15 d'octubre de 2004   | Kitt Peak            | Spacewatch           |
| 416673 | 2004 VG53              | 5 de novembre de 2004  | Palomar              | NEAT                 |
| 416674 | 2004 VP107             | 9 de novembre de 2004  | Mauna Kea            | C. Veillet           |
| 416675 | 2004 XJ3               | 3 de desembre de 2004  | Catalina             | CSS                  |
| 416676 | 2004 XO5               | 2 de desembre de 2004  | Catalina             | CSS                  |
| 416677 | 2004 XQ5               | 2 de desembre de 2004  | Desert Moon          | B. L. Stevens        |
| 416678 | 2004 XT5               | 7 de desembre de 2004  | Socorro              | LINEAR               |
| 416679 | 2004 XR44              | 2 de desembre de 2004  | Catalina             | CSS                  |
| 416680 | 2004 XD50              | 12 de desembre de 2004 | Socorro              | LINEAR               |
| 416681 | 2004 XE57              | 20 de setembre de 2003 | Kitt Peak            | Spacewatch           |
| 416682 | 2004 XH59              | 10 de desembre de 2004 | Kitt Peak            | Spacewatch           |
| 416683 | 2004 XB79              | 10 de desembre de 2004 | Kitt Peak            | Spacewatch           |
| 416684 | 2004 XV87              | 9 de desembre de 2004  | Catalina             | CSS                  |
| 416685 | 2004 XD90              | 11 de desembre de 2004 | Kitt Peak            | Spacewatch           |
| 416686 | 2004 XK97              | 11 de desembre de 2004 | Kitt Peak            | Spacewatch           |
| 416687 | 2004 XD126             | 11 de novembre de 2004 | Kitt Peak            | Spacewatch           |
| 416688 | 2004 XM129             | 15 de desembre de 2004 | Kitt Peak            | Spacewatch           |
| 416689 | 2004 XJ148             | 15 de desembre de 2004 | Needville            | Needville            |
| 416690 | 2004 XP160             | 14 de desembre de 2004 | Kitt Peak            | Spacewatch           |
| 416691 | 2004 YS7               | 18 de desembre de 2004 | Mount Lemmon         | Mt. Lemmon Survey    |
| 416692 | 2004 YO12              | 18 de desembre de 2004 | Mount Lemmon         | Mt. Lemmon Survey    |
| 416693 | 2004 YU20              | 18 de desembre de 2004 | Mount Lemmon         | Mt. Lemmon Survey    |
| 416694 | 2004 YR32              | 22 de desembre de 2004 | Catalina             | CSS                  |
| 416695 | 2005 AM10              | 6 de gener de 2005     | Socorro              | LINEAR               |
| 416696 | 2005 AV10              | 6 de gener de 2005     | Catalina             | CSS                  |
| 416697 | 2005 AG20              | 6 de gener de 2005     | Socorro              | LINEAR               |
| 416698 | 2005 AV21              | 13 de desembre de 2004 | Kitt Peak            | Spacewatch           |
| 416699 | 2005 AK34              | 13 de gener de 2005    | Kitt Peak            | Spacewatch           |
| 416700 | 2005 AR34              | 20 de desembre de 2004 | Mount Lemmon         | Mt. Lemmon Survey    |

## 416701-416800
| Nom    | Designació provisional | Data de descobriment   | Lloc de descobriment | Descobridor/s        |
| ------ | ---------------------- | ---------------------- | -------------------- | -------------------- |
| 416701 | 2005 AA45              | 15 de gener de 2005    | Kitt Peak            | Spacewatch           |
| 416702 | 2005 AY47              | 13 de gener de 2005    | Kitt Peak            | Spacewatch           |
| 416703 | 2005 AY59              | 15 de gener de 2005    | Socorro              | LINEAR               |
| 416704 | 2005 AK64              | 19 de desembre de 2004 | Mount Lemmon         | Mt. Lemmon Survey    |
| 416705 | 2005 AR64              | 13 de gener de 2005    | Kitt Peak            | Spacewatch           |
| 416706 | 2005 AS65              | 13 de gener de 2005    | Kitt Peak            | Spacewatch           |
| 416707 | 2005 AL69              | 14 de desembre de 2004 | Socorro              | LINEAR               |
| 416708 | 2005 AL74              | 15 de gener de 2005    | Kitt Peak            | Spacewatch           |
| 416709 | 2005 AB77              | 15 de gener de 2005    | Kitt Peak            | Spacewatch           |
| 416710 | 2005 BR5               | 16 de gener de 2005    | Socorro              | LINEAR               |
| 416711 | 2005 BX15              | 16 de gener de 2005    | Kitt Peak            | Spacewatch           |
| 416712 | 2005 BD28              | 17 de gener de 2005    | Kitt Peak            | Spacewatch           |
| 416713 | 2005 BR33              | 20 de desembre de 2004 | Mount Lemmon         | Mt. Lemmon Survey    |
| 416714 | 2005 BC38              | 16 de gener de 2005    | Mauna Kea            | C. Veillet           |
| 416715 | 2005 CX18              | 17 de gener de 2005    | Kitt Peak            | Spacewatch           |
| 416716 | 2005 CY28              | 1 de febrer de 2005    | Kitt Peak            | Spacewatch           |
| 416717 | 2005 CR29              | 1 de febrer de 2005    | Catalina             | CSS                  |
| 416718 | 2005 CX34              | 2 de febrer de 2005    | Kitt Peak            | Spacewatch           |
| 416719 | 2005 CG43              | 2 de febrer de 2005    | Catalina             | CSS                  |
| 416720 | 2005 CC50              | 2 de febrer de 2005    | Socorro              | LINEAR               |
| 416721 | 2005 CW62              | 9 de febrer de 2005    | Kitt Peak            | Spacewatch           |
| 416722 | 2005 CZ72              | 1 de febrer de 2005    | Kitt Peak            | Spacewatch           |
| 416723 | 2005 CM76              | 3 de febrer de 2005    | Socorro              | LINEAR               |
| 416724 | 2005 CN76              | 3 de febrer de 2005    | Socorro              | LINEAR               |
| 416725 | 2005 CQ78              | 14 de febrer de 2005   | Socorro              | LINEAR               |
| 416726 | 2005 CY78              | 14 de febrer de 2005   | Catalina             | CSS                  |
| 416727 | 2005 CV79              | 1 de febrer de 2005    | Kitt Peak            | Spacewatch           |
| 416728 | 2005 CW80              | 2 de febrer de 2005    | Palomar              | NEAT                 |
| 416729 | 2005 DC1               | 28 de febrer de 2005   | Socorro              | LINEAR               |
| 416730 | 2005 EF2               | 2 de març de 2005      | Catalina             | CSS                  |
| 416731 | 2005 EO8               | 2 de març de 2005      | Kitt Peak            | Spacewatch           |
| 416732 | 2005 EJ17              | 3 de març de 2005      | Kitt Peak            | Spacewatch           |
| 416733 | 2005 EA27              | 3 de març de 2005      | Catalina             | CSS                  |
| 416734 | 2005 EA31              | 1 de març de 2005      | Kitt Peak            | Spacewatch           |
| 416735 | 2005 EF34              | 3 de març de 2005      | Catalina             | CSS                  |
| 416736 | 2005 EJ43              | 3 de març de 2005      | Kitt Peak            | Spacewatch           |
| 416737 | 2005 ER46              | 3 de març de 2005      | Catalina             | CSS                  |
| 416738 | 2005 EK52              | 4 de març de 2005      | Kitt Peak            | Spacewatch           |
| 416739 | 2005 EH53              | 4 de març de 2005      | Kitt Peak            | Spacewatch           |
| 416740 | 2005 EP67              | 4 de març de 2005      | Mount Lemmon         | Mt. Lemmon Survey    |
| 416741 | 2005 EX69              | 8 de març de 2005      | Catalina             | CSS                  |
| 416742 | 2005 EG70              | 1 de febrer de 2005    | Catalina             | CSS                  |
| 416743 | 2005 EY74              | 3 de març de 2005      | Kitt Peak            | Spacewatch           |
| 416744 | 2005 ES86              | 4 de març de 2005      | Catalina             | CSS                  |
| 416745 | 2005 EG93              | 8 de març de 2005      | Socorro              | LINEAR               |
| 416746 | 2005 EO93              | 8 de març de 2005      | Socorro              | LINEAR               |
| 416747 | 2005 EH99              | 3 de març de 2005      | Catalina             | CSS                  |
| 416748 | 2005 ET103             | 4 de març de 2005      | Mount Lemmon         | Mt. Lemmon Survey    |
| 416749 | 2005 EK105             | 17 de gener de 2005    | Kitt Peak            | Spacewatch           |
| 416750 | 2005 EC108             | 4 de març de 2005      | Mount Lemmon         | Mt. Lemmon Survey    |
| 416751 | 2005 ES117             | 4 de març de 2005      | Mount Lemmon         | Mt. Lemmon Survey    |
| 416752 | 2005 EL126             | 8 de març de 2005      | Mount Lemmon         | Mt. Lemmon Survey    |
| 416753 | 2005 EV135             | 9 de març de 2005      | Anderson Mesa        | LONEOS               |
| 416754 | 2005 EM137             | 9 de març de 2005      | Mount Lemmon         | Mt. Lemmon Survey    |
| 416755 | 2005 EB141             | 10 de març de 2005     | Catalina             | CSS                  |
| 416756 | 2005 EW143             | 10 de març de 2005     | Mount Lemmon         | Mt. Lemmon Survey    |
| 416757 | 2005 EJ148             | 10 de març de 2005     | Kitt Peak            | Spacewatch           |
| 416758 | 2005 EP155             | 8 de març de 2005      | Mount Lemmon         | Mt. Lemmon Survey    |
| 416759 | 2005 ET169             | 1 de març de 2005      | Catalina             | CSS                  |
| 416760 | 2005 EQ193             | 11 de març de 2005     | Mount Lemmon         | Mt. Lemmon Survey    |
| 416761 | 2005 EL200             | 12 de març de 2005     | Siding Spring        | Siding Spring Survey |
| 416762 | 2005 EL202             | 8 de març de 2005      | Catalina             | CSS                  |
| 416763 | 2005 EY213             | 7 de març de 2005      | Socorro              | LINEAR               |
| 416764 | 2005 EY215             | 8 de març de 2005      | Mount Lemmon         | Mt. Lemmon Survey    |
| 416765 | 2005 ET218             | 10 de març de 2005     | Anderson Mesa        | LONEOS               |
| 416766 | 2005 EU218             | 10 de març de 2005     | Anderson Mesa        | LONEOS               |
| 416767 | 2005 EO233             | 10 de març de 2005     | Anderson Mesa        | LONEOS               |
| 416768 | 2005 EB234             | 3 de març de 2005      | Catalina             | CSS                  |
| 416769 | 2005 EC237             | 11 de març de 2005     | Kitt Peak            | Spacewatch           |
| 416770 | 2005 ER245             | 3 de març de 2005      | Kitt Peak            | Spacewatch           |
| 416771 | 2005 EJ261             | 12 de març de 2005     | Kitt Peak            | Spacewatch           |
| 416772 | 2005 EQ272             | 17 de gener de 2005    | Kitt Peak            | Spacewatch           |
| 416773 | 2005 EW274             | 8 de març de 2005      | Anderson Mesa        | LONEOS               |
| 416774 | 2005 EG286             | 4 de març de 2005      | Catalina             | CSS                  |
| 416775 | 2005 EZ288             | 9 de març de 2005      | Kitt Peak            | Spacewatch           |
| 416776 | 2005 EM298             | 17 de novembre de 2001 | Kitt Peak            | Spacewatch           |
| 416777 | 2005 EM312             | 10 de març de 2005     | Kitt Peak            | M. W. Buie           |
| 416778 | 2005 FY4               | 30 de març de 2005     | Siding Spring        | Siding Spring Survey |
| 416779 | 2005 GR7               | 1 d'abril de 2005      | Anderson Mesa        | LONEOS               |
| 416780 | 2005 GZ9               | 1 d'abril de 2005      | Siding Spring        | Siding Spring Survey |
| 416781 | 2005 GH12              | 1 d'abril de 2005      | Anderson Mesa        | LONEOS               |
| 416782 | 2005 GG19              | 2 d'abril de 2005      | Mount Lemmon         | Mt. Lemmon Survey    |
| 416783 | 2005 GA37              | 2 d'abril de 2005      | Catalina             | CSS                  |
| 416784 | 2005 GU50              | 1 d'abril de 2005      | Kitt Peak            | Spacewatch           |
| 416785 | 2005 GD51              | 2 d'abril de 2005      | Palomar              | NEAT                 |
| 416786 | 2005 GR53              | 4 d'abril de 2005      | Socorro              | LINEAR               |
| 416787 | 2005 GY56              | 14 de març de 2005     | Mount Lemmon         | Mt. Lemmon Survey    |
| 416788 | 2005 GT66              | 2 d'abril de 2005      | Mount Lemmon         | Mt. Lemmon Survey    |
| 416789 | 2005 GF68              | 2 d'abril de 2005      | Catalina             | CSS                  |
| 416790 | 2005 GG69              | 2 d'abril de 2005      | Catalina             | CSS                  |
| 416791 | 2005 GH71              | 4 d'abril de 2005      | Mount Lemmon         | Mt. Lemmon Survey    |
| 416792 | 2005 GC83              | 30 de març de 2000     | Kitt Peak            | Spacewatch           |
| 416793 | 2005 GR83              | 14 de març de 2005     | Mount Lemmon         | Mt. Lemmon Survey    |
| 416794 | 2005 GW84              | 4 d'abril de 2005      | Kitt Peak            | Spacewatch           |
| 416795 | 2005 GL88              | 5 d'abril de 2005      | Mount Lemmon         | Mt. Lemmon Survey    |
| 416796 | 2005 GM94              | 6 d'abril de 2005      | Kitt Peak            | Spacewatch           |
| 416797 | 2005 GF97              | 7 d'abril de 2005      | Palomar              | NEAT                 |
| 416798 | 2005 GQ98              | 7 d'abril de 2005      | Palomar              | NEAT                 |
| 416799 | 2005 GV110             | 10 d'abril de 2005     | Kitt Peak            | Spacewatch           |
| 416800 | 2005 GD113             | 6 d'abril de 2005      | Catalina             | CSS                  |

## 416801-416900
| Nom    | Designació provisional | Data de descobriment | Lloc de descobriment | Descobridor/s        |
| ------ | ---------------------- | -------------------- | -------------------- | -------------------- |
| 416801 | 2005 GC120             | 12 d'abril de 2005   | Catalina             | CSS                  |
| 416802 | 2005 GS124             | 9 d'abril de 2005    | Catalina             | CSS                  |
| 416803 | 2005 GZ127             | 9 d'abril de 2005    | Socorro              | LINEAR               |
| 416804 | 2005 GP128             | 9 de març de 2005    | Mount Lemmon         | Mt. Lemmon Survey    |
| 416805 | 2005 GB140             | 12 d'abril de 2005   | Mount Lemmon         | Mt. Lemmon Survey    |
| 416806 | 2005 GB144             | 10 d'abril de 2005   | Kitt Peak            | Spacewatch           |
| 416807 | 2005 GT148             | 11 d'abril de 2005   | Kitt Peak            | Spacewatch           |
| 416808 | 2005 GR157             | 11 d'abril de 2005   | Mount Lemmon         | Mt. Lemmon Survey    |
| 416809 | 2005 GR161             | 4 d'abril de 2005    | Catalina             | CSS                  |
| 416810 | 2005 GF165             | 9 de març de 2005    | Mount Lemmon         | Mt. Lemmon Survey    |
| 416811 | 2005 GL165             | 11 de març de 2005   | Mount Lemmon         | Mt. Lemmon Survey    |
| 416812 | 2005 GW178             | 15 d'abril de 2005   | Siding Spring        | Siding Spring Survey |
| 416813 | 2005 GG179             | 13 d'abril de 2005   | Catalina             | CSS                  |
| 416814 | 2005 GP200             | 4 de març de 2005    | Mount Lemmon         | Mt. Lemmon Survey    |
| 416815 | 2005 GZ201             | 4 de març de 2005    | Mount Lemmon         | Mt. Lemmon Survey    |
| 416816 | 2005 GF202             | 5 d'abril de 2005    | Mount Lemmon         | Mt. Lemmon Survey    |
| 416817 | 2005 GH215             | 4 d'abril de 2005    | Mount Lemmon         | Mt. Lemmon Survey    |
| 416818 | 2005 GJ215             | 8 d'abril de 2005    | Socorro              | LINEAR               |
| 416819 | 2005 GW225             | 1 d'abril de 2005    | Kitt Peak            | Spacewatch           |
| 416820 | 2005 GP227             | 15 d'abril de 2005   | Catalina             | CSS                  |
| 416821 | 2005 HT4               | 30 d'abril de 2005   | Kitt Peak            | Spacewatch           |
| 416822 | 2005 HQ6               | 17 d'abril de 2005   | Catalina             | CSS                  |
| 416823 | 2005 HJ9               | 17 d'abril de 2005   | Kitt Peak            | Spacewatch           |
| 416824 | 2005 JW17              | 4 de maig de 2005    | Mount Lemmon         | Mt. Lemmon Survey    |
| 416825 | 2005 JE32              | 4 de maig de 2005    | Socorro              | LINEAR               |
| 416826 | 2005 JK34              | 4 de maig de 2005    | Kitt Peak            | Spacewatch           |
| 416827 | 2005 JU45              | 3 de maig de 2005    | Kitt Peak            | Deep Lens Survey     |
| 416828 | 2005 JK60              | 8 de maig de 2005    | Kitt Peak            | Spacewatch           |
| 416829 | 2005 JU75              | 9 de maig de 2005    | Anderson Mesa        | LONEOS               |
| 416830 | 2005 JE82              | 12 de maig de 2005   | Mayhill              | A. Lowe              |
| 416831 | 2005 JH100             | 9 de maig de 2005    | Kitt Peak            | Spacewatch           |
| 416832 | 2005 JJ100             | 30 d'abril de 2005   | Kitt Peak            | Spacewatch           |
| 416833 | 2005 JT101             | 9 de maig de 2005    | Kitt Peak            | Spacewatch           |
| 416834 | 2005 JY108             | 6 de maig de 2005    | Kitt Peak            | Deep Lens Survey     |
| 416835 | 2005 JA109             | 6 de maig de 2005    | Kitt Peak            | Deep Lens Survey     |
| 416836 | 2005 JK111             | 9 de maig de 2005    | Anderson Mesa        | LONEOS               |
| 416837 | 2005 JU134             | 14 de maig de 2005   | Mount Lemmon         | Mt. Lemmon Survey    |
| 416838 | 2005 JQ147             | 15 de maig de 2005   | Palomar              | NEAT                 |
| 416839 | 2005 JD150             | 3 de maig de 2005    | Kitt Peak            | Spacewatch           |
| 416840 | 2005 JA164             | 9 de maig de 2005    | Kitt Peak            | Spacewatch           |
| 416841 | 2005 LZ8               | 1 de juny de 2005    | Mount Lemmon         | Mt. Lemmon Survey    |
| 416842 | 2005 LD10              | 3 de juny de 2005    | Kitt Peak            | Spacewatch           |
| 416843 | 2005 LA20              | 11 de juny de 2005   | Mayhill              | A. Lowe              |
| 416844 | 2005 LU21              | 6 de juny de 2005    | Kitt Peak            | Spacewatch           |
| 416845 | 2005 LQ23              | 11 de maig de 2005   | Mount Lemmon         | Mt. Lemmon Survey    |
| 416846 | 2005 LM27              | 30 d'abril de 2005   | Kitt Peak            | Spacewatch           |
| 416847 | 2005 LX39              | 15 de maig de 2005   | Mount Lemmon         | Mt. Lemmon Survey    |
| 416848 | 2005 LJ52              | 2 de juny de 2005    | Siding Spring        | Siding Spring Survey |
| 416849 | 2005 MO3               | 24 de juny de 2005   | Palomar              | NEAT                 |
| 416850 | 2005 MN6               | 16 de juny de 2005   | Mount Lemmon         | Mt. Lemmon Survey    |
| 416851 | 2005 MM13              | 29 de juny de 2005   | Palomar              | NEAT                 |
| 416852 | 2005 MQ15              | 25 de juny de 2005   | Palomar              | NEAT                 |
| 416853 | 2005 MV16              | 27 de juny de 2005   | Kitt Peak            | Spacewatch           |
| 416854 | 2005 MW16              | 27 de juny de 2005   | Kitt Peak            | Spacewatch           |
| 416855 | 2005 MX17              | 27 de juny de 2005   | Kitt Peak            | Spacewatch           |
| 416856 | 2005 MO23              | 24 de juny de 2005   | Palomar              | NEAT                 |
| 416857 | 2005 NH14              | 5 de juliol de 2005  | Kitt Peak            | Spacewatch           |
| 416858 | 2005 NO14              | 5 de juliol de 2005  | Mount Lemmon         | Mt. Lemmon Survey    |
| 416859 | 2005 NJ18              | 4 de juliol de 2005  | Mount Lemmon         | Mt. Lemmon Survey    |
| 416860 | 2005 NK25              | 4 de juliol de 2005  | Kitt Peak            | Spacewatch           |
| 416861 | 2005 ND37              | 6 de juliol de 2005  | Kitt Peak            | Spacewatch           |
| 416862 | 2005 NC68              | 15 de juny de 2005   | Mount Lemmon         | Mt. Lemmon Survey    |
| 416863 | 2005 NK68              | 3 de juliol de 2005  | Mount Lemmon         | Mt. Lemmon Survey    |
| 416864 | 2005 NV68              | 3 de juliol de 2005  | Mount Lemmon         | Mt. Lemmon Survey    |
| 416865 | 2005 ND88              | 4 de juliol de 2005  | Kitt Peak            | Spacewatch           |
| 416866 | 2005 NX92              | 5 de juliol de 2005  | Kitt Peak            | Spacewatch           |
| 416867 | 2005 NG95              | 6 de juliol de 2005  | Campo Imperatore     | CINEOS               |
| 416868 | 2005 NE101             | 11 de juliol de 2005 | Catalina             | CSS                  |
| 416869 | 2005 OB1               | 19 de juliol de 2005 | Palomar              | NEAT                 |
| 416870 | 2005 OO7               | 29 de juliol de 2005 | Palomar              | NEAT                 |
| 416871 | 2005 OJ17              | 30 de juliol de 2005 | Palomar              | NEAT                 |
| 416872 | 2005 OK26              | 29 de juliol de 2005 | Anderson Mesa        | LONEOS               |
| 416873 | 2005 OR27              | 26 de juliol de 2005 | Palomar              | NEAT                 |
| 416874 | 2005 PW19              | 6 d'agost de 2005    | Palomar              | NEAT                 |
| 416875 | 2005 PE29              | 8 d'agost de 2005    | Cerro Tololo         | M. W. Buie           |
| 416876 | 2005 QM                | 17 de juny de 2005   | Mount Lemmon         | Mt. Lemmon Survey    |
| 416877 | 2005 QR21              | 1 d'agost de 2005    | Siding Spring        | Siding Spring Survey |
| 416878 | 2005 QA30              | 3 d'agost de 2005    | Socorro              | LINEAR               |
| 416879 | 2005 QZ31              | 24 d'agost de 2005   | Palomar              | NEAT                 |
| 416880 | 2005 QH46              | 26 d'agost de 2005   | Palomar              | NEAT                 |
| 416881 | 2005 QO55              | 28 d'agost de 2005   | Kitt Peak            | Spacewatch           |
| 416882 | 2005 QO56              | 23 d'agost de 2005   | Haleakala            | NEAT                 |
| 416883 | 2005 QZ62              | 26 d'agost de 2005   | Palomar              | NEAT                 |
| 416884 | 2005 QF66              | 27 d'agost de 2005   | Anderson Mesa        | LONEOS               |
| 416885 | 2005 QC67              | 28 d'agost de 2005   | Anderson Mesa        | LONEOS               |
| 416886 | 2005 QX82              | 29 d'agost de 2005   | Anderson Mesa        | LONEOS               |
| 416887 | 2005 QS87              | 29 d'agost de 2005   | Socorro              | LINEAR               |
| 416888 | 2005 QX100             | 27 d'agost de 2005   | Palomar              | NEAT                 |
| 416889 | 2005 QG116             | 28 d'agost de 2005   | Kitt Peak            | Spacewatch           |
| 416890 | 2005 QY125             | 28 d'agost de 2005   | Kitt Peak            | Spacewatch           |
| 416891 | 2005 QK129             | 28 d'agost de 2005   | Kitt Peak            | Spacewatch           |
| 416892 | 2005 QL130             | 28 d'agost de 2005   | Kitt Peak            | Spacewatch           |
| 416893 | 2005 QU144             | 27 d'agost de 2005   | Palomar              | NEAT                 |
| 416894 | 2005 QB150             | 27 d'agost de 2005   | Kitt Peak            | Spacewatch           |
| 416895 | 2005 QF150             | 27 d'agost de 2005   | Palomar              | NEAT                 |
| 416896 | 2005 QM156             | 30 d'agost de 2005   | Palomar              | NEAT                 |
| 416897 | 2005 QN156             | 30 d'agost de 2005   | Palomar              | NEAT                 |
| 416898 | 2005 QU166             | 26 d'agost de 2005   | Anderson Mesa        | LONEOS               |
| 416899 | 2005 QB170             | 29 d'agost de 2005   | Palomar              | NEAT                 |
| 416900 | 2005 QG171             | 29 d'agost de 2005   | Palomar              | NEAT                 |

## 416901-417000
| Nom    | Designació provisional | Data de descobriment   | Lloc de descobriment | Descobridor/s     |
| ------ | ---------------------- | ---------------------- | -------------------- | ----------------- |
| 416901 | 2005 QB172             | 29 d'agost de 2005     | Palomar              | NEAT              |
| 416902 | 2005 QG179             | 25 d'agost de 2005     | Palomar              | NEAT              |
| 416903 | 2005 QQ189             | 28 d'agost de 2005     | Kitt Peak            | Spacewatch        |
| 416904 | 2005 QL190             | 31 d'agost de 2005     | Kitt Peak            | Spacewatch        |
| 416905 | 2005 RK7               | 8 de setembre de 2005  | Socorro              | LINEAR            |
| 416906 | 2005 RH9               | 2 de setembre de 2005  | Palomar              | NEAT              |
| 416907 | 2005 RY9               | 10 de setembre de 2005 | Anderson Mesa        | LONEOS            |
| 416908 | 2005 RP28              | 31 d'agost de 2005     | Kitt Peak            | Spacewatch        |
| 416909 | 2005 RN29              | 12 de setembre de 2005 | Anderson Mesa        | LONEOS            |
| 416910 | 2005 RV43              | 3 de setembre de 2005  | Catalina             | CSS               |
| 416911 | 2005 RL44              | 13 de setembre de 2005 | Socorro              | LINEAR            |
| 416912 | 2005 RA48              | 14 de setembre de 2005 | Apache Point         | A. C. Becker      |
| 416913 | 2005 RB48              | 14 de setembre de 2005 | Apache Point         | A. C. Becker      |
| 416914 | 2005 RH48              | 1 de setembre de 2005  | Palomar              | NEAT              |
| 416915 | 2005 SH1               | 23 de setembre de 2005 | Kitt Peak            | Spacewatch        |
| 416916 | 2005 SH15              | 26 de setembre de 2005 | Kitt Peak            | Spacewatch        |
| 416917 | 2005 SV31              | 23 de setembre de 2005 | Kitt Peak            | Spacewatch        |
| 416918 | 2005 SA39              | 24 de setembre de 2005 | Kitt Peak            | Spacewatch        |
| 416919 | 2005 SS45              | 24 de setembre de 2005 | Kitt Peak            | Spacewatch        |
| 416920 | 2005 SN49              | 24 de setembre de 2005 | Kitt Peak            | Spacewatch        |
| 416921 | 2005 SF51              | 24 de setembre de 2005 | Kitt Peak            | Spacewatch        |
| 416922 | 2005 SY51              | 24 de setembre de 2005 | Kitt Peak            | Spacewatch        |
| 416923 | 2005 ST53              | 25 de setembre de 2005 | Kitt Peak            | Spacewatch        |
| 416924 | 2005 SD54              | 25 de setembre de 2005 | Kitt Peak            | Spacewatch        |
| 416925 | 2005 SN60              | 26 de setembre de 2005 | Palomar              | NEAT              |
| 416926 | 2005 SV62              | 26 de setembre de 2005 | Kitt Peak            | Spacewatch        |
| 416927 | 2005 SY72              | 23 de setembre de 2005 | Catalina             | CSS               |
| 416928 | 2005 ST75              | 24 de setembre de 2005 | Kitt Peak            | Spacewatch        |
| 416929 | 2005 SZ80              | 24 de setembre de 2005 | Kitt Peak            | Spacewatch        |
| 416930 | 2005 SV84              | 24 de setembre de 2005 | Kitt Peak            | Spacewatch        |
| 416931 | 2005 SY86              | 24 de setembre de 2005 | Kitt Peak            | Spacewatch        |
| 416932 | 2005 SM87              | 24 de setembre de 2005 | Kitt Peak            | Spacewatch        |
| 416933 | 2005 SY104             | 25 de setembre de 2005 | Palomar              | NEAT              |
| 416934 | 2005 SC106             | 25 de setembre de 2005 | Kitt Peak            | Spacewatch        |
| 416935 | 2005 SG111             | 26 de setembre de 2005 | Kitt Peak            | Spacewatch        |
| 416936 | 2005 SY112             | 26 de setembre de 2005 | Palomar              | NEAT              |
| 416937 | 2005 SJ113             | 27 de setembre de 2005 | Kitt Peak            | Spacewatch        |
| 416938 | 2005 SB119             | 28 de setembre de 2005 | Palomar              | NEAT              |
| 416939 | 2005 SA120             | 29 de setembre de 2005 | Kitt Peak            | Spacewatch        |
| 416940 | 2005 SY121             | 23 de setembre de 2005 | Kitt Peak            | Spacewatch        |
| 416941 | 2005 SH132             | 29 de setembre de 2005 | Catalina             | CSS               |
| 416942 | 2005 SW132             | 29 de setembre de 2005 | Kitt Peak            | Spacewatch        |
| 416943 | 2005 SM135             | 24 de setembre de 2005 | Kitt Peak            | Spacewatch        |
| 416944 | 2005 SY138             | 25 de setembre de 2005 | Kitt Peak            | Spacewatch        |
| 416945 | 2005 SR142             | 25 de setembre de 2005 | Kitt Peak            | Spacewatch        |
| 416946 | 2005 SU146             | 25 de setembre de 2005 | Kitt Peak            | Spacewatch        |
| 416947 | 2005 SD156             | 26 de setembre de 2005 | Palomar              | NEAT              |
| 416948 | 2005 SG164             | 27 de setembre de 2005 | Palomar              | NEAT              |
| 416949 | 2005 SK165             | 28 de setembre de 2005 | Palomar              | NEAT              |
| 416950 | 2005 SR182             | 29 de setembre de 2005 | Kitt Peak            | Spacewatch        |
| 416951 | 2005 SE187             | 29 de setembre de 2005 | Kitt Peak            | Spacewatch        |
| 416952 | 2005 SZ187             | 29 de setembre de 2005 | Mount Lemmon         | Mt. Lemmon Survey |
| 416953 | 2005 SE196             | 30 de setembre de 2005 | Kitt Peak            | Spacewatch        |
| 416954 | 2005 SD197             | 30 de setembre de 2005 | Kitt Peak            | Spacewatch        |
| 416955 | 2005 SK198             | 30 de setembre de 2005 | Palomar              | NEAT              |
| 416956 | 2005 SB200             | 30 de setembre de 2005 | Kitt Peak            | Spacewatch        |
| 416957 | 2005 SG202             | 30 de setembre de 2005 | Mount Lemmon         | Mt. Lemmon Survey |
| 416958 | 2005 SD212             | 30 de setembre de 2005 | Mount Lemmon         | Mt. Lemmon Survey |
| 416959 | 2005 SD214             | 11 de juny de 2005     | Catalina             | CSS               |
| 416960 | 2005 SJ214             | 30 de setembre de 2005 | Anderson Mesa        | LONEOS            |
| 416961 | 2005 SC220             | 29 de setembre de 2005 | Catalina             | CSS               |
| 416962 | 2005 ST222             | 30 de setembre de 2005 | Catalina             | CSS               |
| 416963 | 2005 SV222             | 30 de setembre de 2005 | Anderson Mesa        | LONEOS            |
| 416964 | 2005 SG252             | 24 de setembre de 2005 | Palomar              | NEAT              |
| 416965 | 2005 SR272             | 30 de setembre de 2005 | Palomar              | NEAT              |
| 416966 | 2005 SX277             | 30 de setembre de 2005 | Mauna Kea            | Mauna Kea         |
| 416967 | 2005 SU292             | 26 de març de 2004     | Kitt Peak            | Spacewatch        |
| 416968 | 2005 TP1               | 1 d'octubre de 2005    | Socorro              | LINEAR            |
| 416969 | 2005 TZ1               | 1 d'octubre de 2005    | Mount Lemmon         | Mt. Lemmon Survey |
| 416970 | 2005 TN7               | 1 d'octubre de 2005    | Anderson Mesa        | LONEOS            |
| 416971 | 2005 TW8               | 1 d'octubre de 2005    | Kitt Peak            | Spacewatch        |
| 416972 | 2005 TN19              | 1 d'octubre de 2005    | Mount Lemmon         | Mt. Lemmon Survey |
| 416973 | 2005 TR21              | 1 d'octubre de 2005    | Kitt Peak            | Spacewatch        |
| 416974 | 2005 TR28              | 2 d'octubre de 2005    | Palomar              | NEAT              |
| 416975 | 2005 TF37              | 1 d'octubre de 2005    | Mount Lemmon         | Mt. Lemmon Survey |
| 416976 | 2005 TV46              | 3 d'octubre de 2005    | Kitt Peak            | Spacewatch        |
| 416977 | 2005 TF48              | 6 d'octubre de 2005    | Catalina             | CSS               |
| 416978 | 2005 TF58              | 1 d'octubre de 2005    | Mount Lemmon         | Mt. Lemmon Survey |
| 416979 | 2005 TT65              | 1 d'octubre de 2005    | Mount Lemmon         | Mt. Lemmon Survey |
| 416980 | 2005 TD77              | 6 d'octubre de 2005    | Anderson Mesa        | LONEOS            |
| 416981 | 2005 TG83              | 3 d'octubre de 2005    | Socorro              | LINEAR            |
| 416982 | 2005 TU83              | 24 de setembre de 2005 | Kitt Peak            | Spacewatch        |
| 416983 | 2005 TH88              | 5 d'octubre de 2005    | Catalina             | CSS               |
| 416984 | 2005 TK94              | 6 d'octubre de 2005    | Kitt Peak            | Spacewatch        |
| 416985 | 2005 TD103             | 29 de setembre de 2005 | Mount Lemmon         | Mt. Lemmon Survey |
| 416986 | 2005 TO107             | 5 d'octubre de 2005    | Kitt Peak            | Spacewatch        |
| 416987 | 2005 TM119             | 30 de setembre de 2005 | Mount Lemmon         | Mt. Lemmon Survey |
| 416988 | 2005 TB126             | 29 de setembre de 2005 | Mount Lemmon         | Mt. Lemmon Survey |
| 416989 | 2005 TV140             | 8 d'octubre de 2005    | Kitt Peak            | Spacewatch        |
| 416990 | 2005 TS141             | 8 d'octubre de 2005    | Kitt Peak            | Spacewatch        |
| 416991 | 2005 TG144             | 8 d'octubre de 2005    | Kitt Peak            | Spacewatch        |
| 416992 | 2005 TJ149             | 29 de setembre de 2005 | Kitt Peak            | Spacewatch        |
| 416993 | 2005 TO152             | 11 d'octubre de 2005   | Kitt Peak            | Spacewatch        |
| 416994 | 2005 TS155             | 29 de setembre de 2005 | Kitt Peak            | Spacewatch        |
| 416995 | 2005 TP157             | 9 d'octubre de 2005    | Kitt Peak            | Spacewatch        |
| 416996 | 2005 TY157             | 24 de setembre de 2005 | Kitt Peak            | Spacewatch        |
| 416997 | 2005 TV162             | 9 d'octubre de 2005    | Kitt Peak            | Spacewatch        |
| 416998 | 2005 TS163             | 9 d'octubre de 2005    | Kitt Peak            | Spacewatch        |
| 416999 | 2005 TO165             | 9 d'octubre de 2005    | Kitt Peak            | Spacewatch        |
| 417000 | 2005 TH177             | 2 d'octubre de 2005    | Palomar              | NEAT              |